# جنگ‌های صلیبی

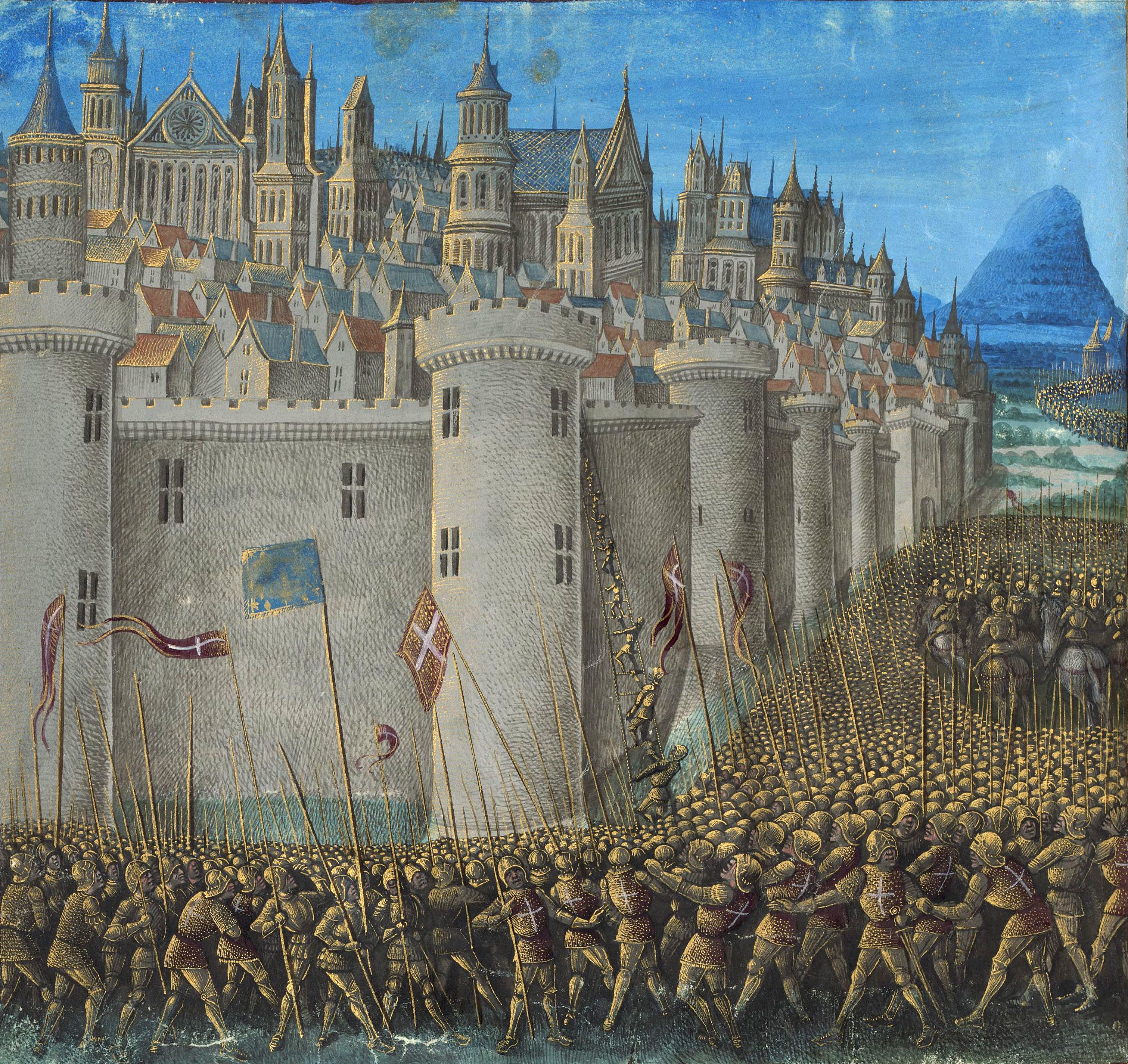
محاصره انطاکیه (۱۰۹۸) به‌دست صلیبیون در نخستین جنگ صلیبی (مینیاتوری مربوط به قرن پانزدهم)

جنگ‌های صلیبی به سلسله‌ای از جنگ‌های مذهبی گفته می‌شود که به دعوت پاپ توسط شاهان و نجبای اروپایی داوطلب برای بازپس‌گیری سرزمین‌های مقدسی که در دست مسلمانان بود به‌پا شد. صلیبیان از تمام نقاط اروپای غربی در جنگ‌هایی مجزا بین سال‌های ۱۰۹۵ تا ۱۲۹۱ (۴۸۸ تا ۶۹۰ ه‍.ق - ۴۷۳ تا ۶۷۰ ه‍.ش) شرکت داشتند. جنگ‌های مشابهی نیز در شبه‌جزیرهٔ ایبری و شرق اروپا تا سده ۱۵ (۱۰۹۵ تا ۱۵۰۰، حدود ۴۰۰ سال) برپا بود. مبارزان صلیبی یا به اختصار صلیبیون، مسیحیان کاتولیکی بودند که علیه مسلمانان و مسیحیان ارتدوکس در قلمرو روم شرقی و در ابعاد کوچک‌تر با اسلاوها و بالت‌های پگان، مغولها، و خوارج مسیحی می‌جنگیدند؛ گرچه بعضی از اوقات مسیحیان ارتدوکس با صلیبیون متحد می‌شدند و علیه مسلمانان می‌جنگیدند. صلیبیان، توسط پاپ مورد تکریم قرار گرفته و آمرزیده می‌شدند.
پس از درخواستِ امپراتوری بیزانس از حاکمانِ مسیحیِ اروپا در ۱۰۹۵ برای کمک در جهت حفظ اراضی، پاپ اوربان دوم نخستین اعزام را در شورای کلرمون اعلام کرد. او حمایت نظامی از امپراتور بیزانس، آلکسیوس یکم را تشویق کرد و خواستارِ حرکتِ مسلحانه به اورشلیم شد. در تمام اقشارِ اجتماعیِ اروپای غربی، واکنش مشتاقانه‌ای به وجود آمد. داوطلبان از سراسر اروپا آمده بودند و انگیزه‌های مختلفی داشتند. انگیزه‌هایی مانند رستگاری مذهبی، ارضای تعهدات فئودالی، شهرت یا مزیت اقتصادی و سیاسی. عزیمت‌های بعدی توسط ارتش‌های سازمان‌یافته‌تر انجام می‌شد که گاهی توسط یک پادشاه رهبری می‌شدند. به همه آمرزش‌نامه پاپی اعطا شد. موفقیت‌های اولیه، چهار ایالتِ صلیبی را ایجاد کردند: کنت‌نشین ادسا، شاهزاده‌نشین انطاکیه پادشاهی اورشلیم و کنت‌نشین طرابلس. اروپاییان تا زمان سقوط عکا در سال ۱۲۹۱ به انواعی در منطقه باقی ماندند. پس از آن، هیچ لشکرکشی بزرگ دیگری سازماندهی نشد.
صلیبیان در ابتدا با هدف بازپس‌گیری اورشلیم و سرزمین‌های مقدس از مسلمانان شروع به جنگ کردند و مبارزات آن‌ها در حقیقت پاسخی بود به درخواست رهبران امپراتوری روم شرقی برای جلوگیری از پیشروی ترکان سلجوقی در آناتولی. همچنین، عبارت جنگ‌های صلیبی برای توصیف مبارزاتی هم‌زمان و پس از آن در قرن ۱۶ به‌کار می‌رود که در خارج از شام به دلایل مختلف مذهبی، اقتصادی و سیاسی معمولاً علیه پاگان‌ها و خوارج مسیحی و افراد تکفیرشده انجام شد. رقابت‌ها بین مراکز قدرت مسیحی و مسلمان گهگاه منجر به اتحاد بین جناح‌های مذهبی در برابر مخالفان خود شد؛ مانند اتحاد مسیحیان با سلجوقیان روم در نخستین جنگ صلیبی.
صلیبیان در ابتدا موفقیت‌های موقتی داشتند؛ اما سرانجام از داشتن سرزمین‌های مقدس بازماندند. با این حال، جنگ‌های صلیبی تأثیرات سیاسی، اقتصادی و اجتماعی مهمی بر اروپا گذاشت. به‌علت درگیری‌های درونی بین پادشاهان و مراکز قدرت مسیحی برخی از جنگ‌های صلیبی از هدف اولیه‌شان منحرف شدند، مانند جنگ صلیبی چهارم که به غارت قسطنطنیه مسیحی و تقسیم امپراتوری بیزانس بین جمهوری ونیز و صلیبیان انجامید. جنگ صلیبی ششم نخستین جنگی بود که بدون دعا و اجازهٔ رسمی پاپ آغاز شد. جنگ‌های هفتم، هشتم و نهم به پیروزی مملوک‌ها و حفصیان انجامید و جنگ صلیبی نهم پایان‌بخش جنگ‌های صلیبی در خاورمیانه بود.

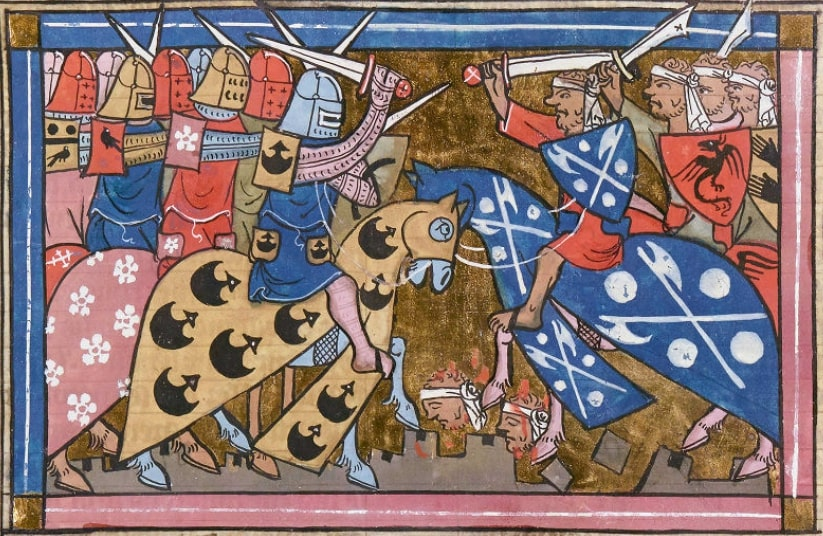
مینیاتور قرن چهاردهمی نبرد Dorylaeum (1147)، نبرد دوم جنگ صلیبی، از Estoire de Eracles

جنگ مسیحیان با موروها در شبه‌جزیره ایبری (بازپس‌گیری آندلس) در سال ۱۴۹۲ با سقوط گرانادا به پایان رسید. از سال ۱۱۴۷، جنگ‌های صلیبی شمالی علیه قبایل پاگان شمال اروپا انجام شد. «جنگ‌های صلیبی علیه مسیحیان» با جنگ صلیبی کاتاری در سدهٔ سیزدهم آغاز شد و در اوایل قرن پانزدهم در جنگ‌های هوسی ادامه یافت. «جنگ‌های صلیبی علیه عثمانی‌ها» در اواخر قرن چهاردهم آغاز شد و شامل جنگ صلیبی وارنا می‌شود. جنگ‌های صلیبی مردمی، از جمله جنگ صلیبی کودکان در سال ۱۲۱۲، توسط توده‌ها ایجاد شدند و توسط کلیسا تأیید نشدند.

## نام

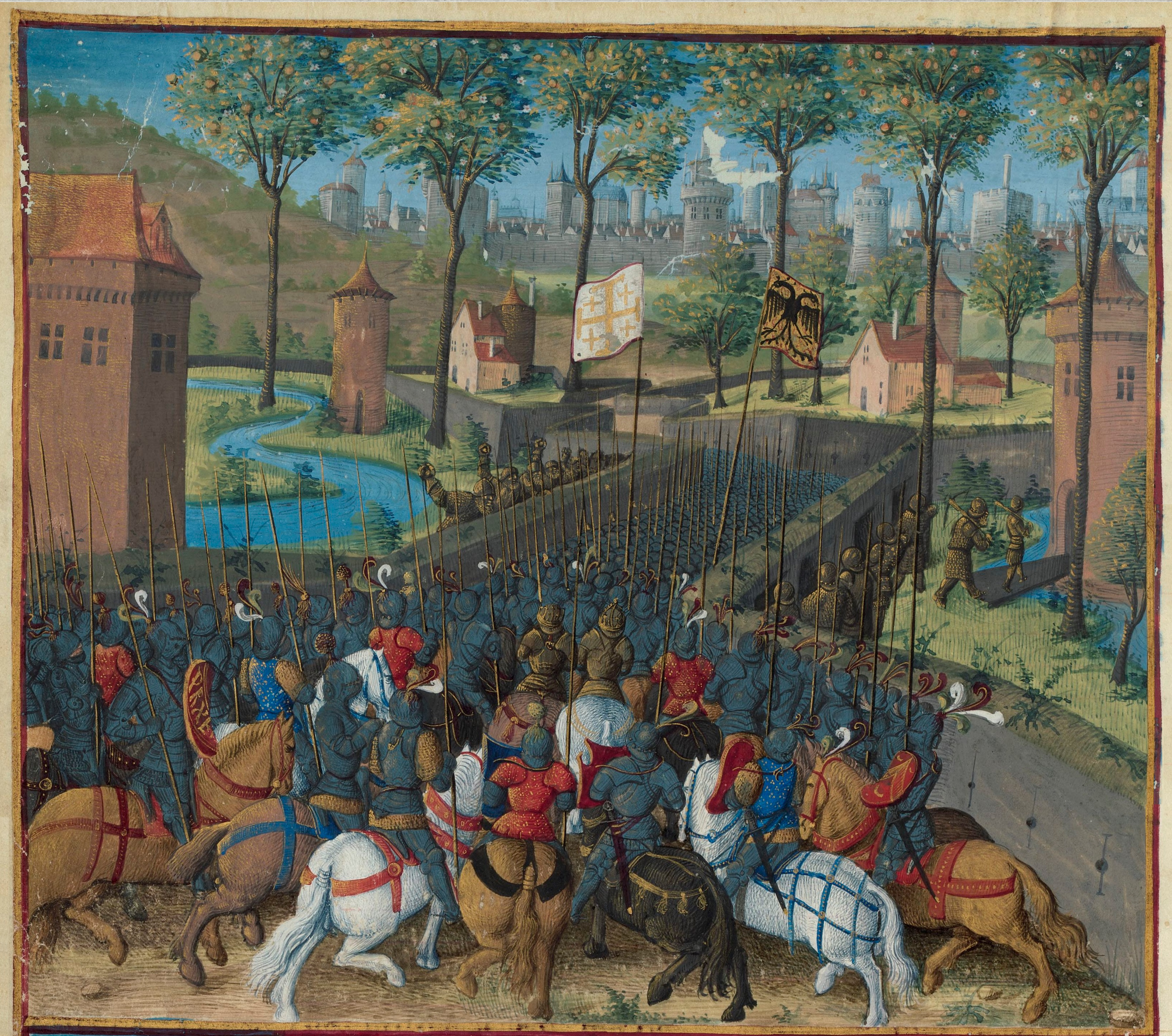
محاصره دمشق (۱۱۴۸)

اصطلاحِ «Crusade (جنگ صلیبی)» ابتدائاً به لشکرکشی‌های نظامی مسیحیان اروپایی در سده‌های ۱۱ و ۱۲ و ۱۳ به سوی سرزمین مقدس اشاره داشت. دامنهٔ کشمکش‌هایی که این اصطلاح به آن‌ها اطلاق‌پذیر باشد گسترش یافت و مبارزات دیگری که توسط کلیسای لاتین با اهداف مذهبی و سیاسی راه‌اندازی، حمایت و گاه هدایت می‌شدند هم با این نام خوانده شدند. این جنگ‌ها با جنگ‌های مذهبی مسیحی پیشینشان تفاوت داشتند زیرا به عنوان یک عملِ توبه‌آمیز در نظر گرفته می‌شدند و از این رو همهٔ گناهان داوطلبانِ این جنگ‌ها بخشوده می‌شد. تعریف دقیق جنگِ صلیبی و اینکه چه چیزی آن را تشکیل می‌داده، همچنان موضوع بحث در میان تاریخ‌دانانِ معاصر است.
در زمان نخستین جنگ صلیبی، واژهٔ «سفر» و «peregrinatio» (زیارت) برای این کارزار استفاده می‌شد. اصطلاحاتِ صلیبیون تا سدهٔ دوازدهم حد زیادی از ادبیات مسیحی متمایز نشد. یک اصطلاح ویژه تحت عنوان «crucesignatus» به معنای «امضاشده توسط صلیب» برای نامیدنِ جنگجویانِ صلیبی در اوایل سدهٔ دوازدهم استفاده شد. این منجر به ساخته‌شدنِ اصطلاح فرانسویِ «croisade» به معنای «راه صلیب» شد. در اواسط سدهٔ سیزدهم، صلیب به توصیف‌کنندهٔ اصلی جنگ‌های صلیبی تبدیل شد با تقسیم‌بندی به دو نوعِ «crux transmarina» (صلیب برون مرزی) برای جنگ‌های صلیبی در شرق مدیترانه و «crux cismarina» (صلیبِ این طرفِ دریا) برای کسانی که در اروپا هستند. استفاده از اصطلاح «croiserie» (مترادف با Crusade) در انگلیسی میانه را می‌توان تا ۱۳۰۰ پی گرفت اما استفاده از واژهٔ امروزیِ «Crusade» در انگلیسی مدرن به اوایل دهه ۱۷۰۰ برمی گردد. کشورهای صلیبی سوریه و فلسطین به عنوانِ «Outremer» به معنای «سرزمین آن سوی دریا» شناخته می‌شدند که از واژهٔ فرانسوی outre-mer گرفته شده است.

## پیش‌زمینه و عوامل جنگ‌ها

### اوضاع خاورمیانه
بر اساس عقیدهٔ مسیحیان، سرزمین‌های مقدس از این نظر که مکان تولد، زندگی، به صلیب کشیده شدن، و عروج عیسی به سوی خدا است، اهمیت فراوانی برای آنان دارد. پس از رسمی شدن مسیحیت در امپراتوری روم توسط کنستانتین بزرگ در سال ۳۱۳ و تقسیم امپراتوری و تشکیل امپراتوری روم شرقی، سرزمین‌های مقدس به‌طور غالب مسیحی شدند که کلیساهای متعددی در جاهای مهم این سرزمین ساخته شد و یادواره‌هایی برای وقایع زندگی عیسی مسیح برگزار می‌کردند. در باور مسلمانان بیت‌المقدس از این جهت که مکان معراج محمد است از اهمیت ویژه‌ای برخوردار بوده و سومین مکان متبرک، پس از مکه و مدینه، به‌شمار می‌رود. حضور مسلمانان در سرزمین‌های مقدس از قرن هفتم میلادی با فتح شام در زمان ابوبکر و عمر آغاز شد. فتح‌های مسلمانان، به ویژه حملات ترکان سلجوقی، فشارها را بر امپراتوری روم شرقی و کلیسای ارتدکس شرقی که ادعای حاکمیت بر این سرزمین را داشت افزایش می‌داد. بیت‌المقدس برای یهودیان به‌خاطر آنکه دیوار ندبه را در خود جای داده از اهمیت تاریخی و مذهبی خاصی برخوردار است. دیوار ندبه در باور یهودیان آخرین بازمانده معبد دوم اورشلیم است و یهودیان بیت‌المقدس را سرزمین اجدادی خود می‌دانند و آن را از زمان خرابی در سال ۷۰ بعد از میلاد و اشغال در ۱۳۶ بعد از میلاد زیارت می‌کنند.
تخریب کلیسای مقبره مقدس توسط خلیفهٔ فاطمی حاکم بأمرالله در سال ۱۰۰۹ عامل دیگری بود که در تغییر نگاه غرب به شرق تأثیر داشت. جانشین او در سال ۱۰۳۹ مبالغ هنگفتی از امپراتوری روم شرقی دریافت کرد تا به آن‌ها اجازهٔ ساخت دوبارهٔ کلیسا را بدهد. پس از بازسازی کلیسا، زائران مسیحی دوباره اجازهٔ ورود به سرزمین‌های مقدس را یافتند. سرانجام مسلمانان دریافتند که ثروت بیت‌المقدس به‌خاطر درآمد حاصل از زیارت است و در نتیجه از آزار زائران مسیحی دست کشیدند. با این حال، خشونت سلجوقیان یکی از دلایل حمایت از شکل‌گیری جنگ‌های صلیبی در جهان مسیحیت شد.

### اوضاع اروپای غربی
سرچشمه‌های اصلی جنگ‌های صلیبی در اوضاع اروپای غربی و ضعف امپراتوری روم شرقی در برخورد با موج جدید حملات ترکان مسلمان سلجوقی نهفته است. در سال ۱۰۶۳ پاپ الکساندر دوم مبارزان مسیحی را که در اندلس علیه مسلمانان کشته می‌شدند مورد آمرزش خود قرار داد. در نتیجه، در میان مردم برای درخواست‌های جنگ توسط امپراتوری روم شرقی که از جانب سلجوقیان تهدید می‌شدند آمادگی ذهنی وجود داشت. در سال ۱۰۷۴ امپراتور میخائیل هفتم از پاپ گرگوری هفتم و در سال ۱۰۹۵ امپراتور آلکسیوس یکم از پاپ اوربان دوم درخواست کمک در قبال حملات مسلمانان کردند.
همچنین جنگ‌های صلیبی مجرای فوران پارسایی شدیدی بود که در اواخر قرن ۱۱ میلادی در میان عامهٔ مردم گسترش یافته بود. یک سرباز صلیبی پس از سوگند رسمی، یک صلیب از پاپ یا نمایندهٔ رسمی او دریافت می‌کرد و سرباز رسمی کلیسا محسوب می‌شد. این نکته تا حدی به‌خاطر کشمکش بین کلیسا و حکمرانان بود که از سال ۱۰۷۵ آغاز شده بود و در حین نخستین جنگ صلیبی نیز جریان داشت. هر دو گروه تلاش می‌کردند تا نظر مردم را به سمت خود سوق دهند و در نتیجه یک سری جنگ‌های خانمان‌سوز ایجاد شد. نتیجهٔ این کشمکش آگاهی قشر مذهبی مسیحی و مشارکت بیشتر در امور مذهبی بود که با تبلیغات مذهبی شدت می‌یافت و پشتیبان جنگ برای بازپس‌گیری سرزمین‌های مقدس از مسلمانان بود. مسیحیان خداترسی که گناهانی مرتکب شده بودند شرکت در جنگ‌های صلیبی و آمرزیده شدن گناهان را راهی برای فرار از جاودانه شدن در جهنم می‌دیدند. اینکه چه اعمالی سبب بخشیده شدن گناهان می‌شود و آیا کشته شدن لازم است، از بحث‌های داغ در زمان جنگ‌های صلیبی بود. بر اساس سخنرانی‌های پاپ اوربان دوم آمرزش فقط نصیب کسانی می‌شد که در جنگ برای بازپس‌گیری بیت‌المقدس کشته می‌شدند و اگر لشکر صلیبی موفق بازمی‌گشت دیگر آمرزشی اعطا نمی‌شد.
باربارا تاکمن در کتاب «تاریخ دوردست»، یکی دیگر از دلایل به راه افتادن جنگ‌های صلیبی توسط اروپایی‌ها را خلاصی یافتن از «جنگ دیوانه وار» میان حاکمان محلی توصیف می‌کند که در آن فئودال‌ها در جریان خصومت‌های شخصی در پناه برج و باروهای خود آسیبی نمی‌دیدند اما برای به نابودی کشاندن دشمنان و رقیبان خود از طریق به حداقل رساندن عایدی آن‌ها، اقدام به انهدام مزارع و باغات و کشتار و مثله کردن رعایای یکدیگر به عنوان قربانیان اصلی، می‌کردند. تاکمن معتقد است اروپایی‌ها به شکلی ناخودآگاه، برای رهایی از این «نفرین»، جنگ‌های صلیبی را ابداع کردند تا راهی برای تسکین خوی پرخاشگری خود یافته باشند.

#### سقوط آندلس

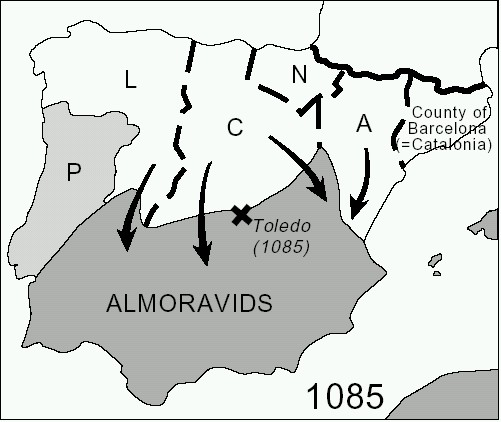
نقشه شبه‌جزیرهٔ ایبری در زمان سلسلهٔ مرابطان در قرن ۱۱ دولت‌های مسیحی مشخص‌شده در نقشه عبارتند از: Aragón, Castile, Leon, Navarre, و Portugal

در سال ۱۰۹۵ زمانی که مسیحیان اروپایی به آغاز جنگ‌های صلیبی تشویق می‌شدند، شاهزادگان اروپایی به مدت یک قرن با موفقیت‌های روزافزون در حال جنگ با مسلمانان در شبه‌جزیرهٔ ایبری و بیرون راندن آنان بودند. برتری پادشاهی لئون بر موروها در نبرد تولدو در سال ۱۰۸۵ اتفاق مهمی بود که در این دوران افتاد؛ هرچند سقوط آندلس در سال‌های آینده به وقوع پیوست. جدایی و تفرقه بین امیران مسلمان دلیل اصلی این شکست‌ها بود.
با اینکه تسخیر اندلس بزرگ‌ترین واکنش اروپاییان به فتوحات مسلمانان بود، اما واکنش‌های دیگری نیز وجود داشت. در سال ۱۰۵۷ ماجراجوی نورمن، رابرت گیسکارد، کالابریا را که زمانی جزء قلمرو روم شرقی بود فتح کرد و در مقابل مسلمانان سیسیل از آن دفاع می‌کرد. دولت‌های دریایی پیزا، جنوا، و کاتالونیا با پایگاه‌های مسلمانان در مایورکا در جنگ بودند و سواحل ایتالیا و کاتالونیا را از دست مسلمانان آزاد می‌کردند. با توجه به این موفقیت‌ها، مسیحیان به یاد سرزمین‌های قدیمی‌شان می‌افتادند. مسلمانان، سرزمین‌های مسیحی‌نشین سوریه، لبنان، فلسطین، و مصر را فتح کرده بودند و در میان مسیحیان انگیزهٔ بسیاری برای استجابت دعوت امپراتور روم شرقی آلکسیوس یکم برای بازپس‌گیری این سرزمین‌ها ایجاد شده بود.

#### نظریهٔ جنگ مشروع
در طول مدت پاپی، پاپ گرگوری هفتم به شدت درگیر قبولاندن این نکته بود که از نظر دینی می‌توان در راه خدا خون مردم را ریخت. برای پاپ مهم بود که زائران مسیحی در سرزمین‌های مقدس مورد اذیت و آزار قرار می‌گرفتند. قدیس آگوستین، الگوی فکری پاپ گرگوری، در کتاب شهر خدا استفاده از زور را برای خدمت به خدا تشریح کرده بود و گرگوری که خود را رهبر اروپا می‌دید دیدگاه مسیحی «جنگ مشروع» را در راستای افزایش قدرت خود می‌یافت. دولت‌های شمال اروپا وابسته به رم می‌شدند و شوالیه‌های دردسرساز آنان مشغول جنگ می‌شدند. کاری که برای آن مناسب بودند. تلاش‌های قبلی کلیسا برای ایجاد چنین خشونتی با استفاده از مفهوم «صلح خدا» آنطور که انتظار می‌رفت نتیجه نداده بود. در جنوب رم، نورمن‌ها با انرژی بسیار با عرب‌ها در سیسیل و با امپراتوری روم شرقی می‌جنگیدند. تسلط لاتین‌ها (در مقابل روم شرقی یونانی زبان) بر شام می‌توانست ادعای برتری پاپ بر اسقف اعظم قسطنطنیه را پشتیبانی کند. ادعایی که منجر به جدایی شرق و غرب در سال ۱۰۵۴ شده بود. پاپ برای رسیدن به این هدف خود به نیروهای نظامی فرانک احتیاج داشت.

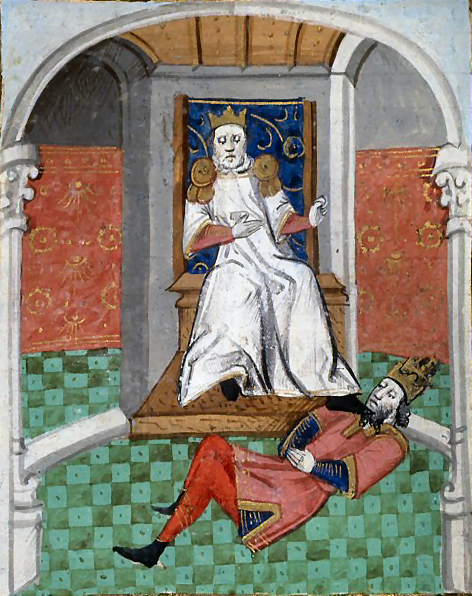
آلپ ارسلان در نبرد ملازگرد به طرز فاجعه‌باری سپاه روم شرقی را به فرماندهی امپراتور رومانوس چهارم شکست داد و وی را اسیر کرد. در این نگاره آلپ ارسلان با نهادن پای خود بر گردن امپراتور رومانوس او را تحقیر می‌کند.

#### ضعف امپراتوری بیزانس
در سال ۱۰۷۱ آلپ ارسلان سلطان سلجوقی در نبرد ملازگرد به طرز فاجعه‌باری امپراتوری بیزانس (امپراتوری روم شرقی) را به فرماندهی امپراتور رومانوس چهارم شکست داد که در نتیجهُ آن روم شرقی بسیار ضعیف شد و قلمرو آن در آسیا به نواحی غربی آناتولی اطراف قسطنطنیه کاهش یافت. پس از این شکست سنگین، امپراتوری بیزانس تضعیف شده و از کلیهٔ مسیحیان در اروپای غربی درخواست کرد تا به کمک آن‌ها بیایند. فرایندی که سرانجام به جنگ صلیبی اول منجر شد. بعدها در زمان ملکشاه مسلمانان توانستند دمشق، بیت‌المقدس و برخی نواحی دیگر در شام را تصرف کنند. یکی از نشانه‌های آشفتگی روم شرقی پس از این جنگ‌ها درخواست کمک آلکسیوس یکم از دشمنش پاپ بود؛ ولی گرگوری درگیر کشمکش‌ها بین پاپ و پادشاهان اروپایی بود و نمی‌توانست از امپراتور آلمان درخواست جنگ کند. در نتیجه جنگ صلیبی‌ای به وقوع نپیوست.
در نظر پاپ اوربان دوم، جانشین پاپ گرگوری، یک جنگ صلیبی نه تنها می‌توانست پادشاهان مسیحی را با هم متحد و مقام پاپی او را تقویت کند؛ بلکه احتمالاً مناطق شرقی را هم تحت تسلط او درآورد. آلمانی‌ها و نورمن‌های ناراضی را نباید عامل اصلی شروع جنگ‌های صلیبی دانست؛ بلکه عامل اصلی را باید در افکار پاپ اوربان دوم جستجو کرد.

### پاپ اوربان دوم
دلیل مستقیم شروع نخستین جنگ صلیبی درخواست کمک امپراتور روم شرقی آلکسیوس یکم از پاپ اوربان دوم برای مقابله با پیشروی‌های مسلمانان در خاک امپراتوری روم شرقی بود. در سال ۱۰۷۱ روم شرقی در نبرد ملازگرد از مسلمانان شکست خورد که منجر به از دست دادن تمام آناتولی به‌جز نواحی ساحلی شد. اگرچه تلاش‌ها برای حل مناقشات بین کلیسای کاتولیک و کلیسای ارتدکس شرقی پس از جدایی شرق و غرب شکست خورده بود اما آلکسیوس همچنان به کمک از جانب پاپ امیدوار بود.

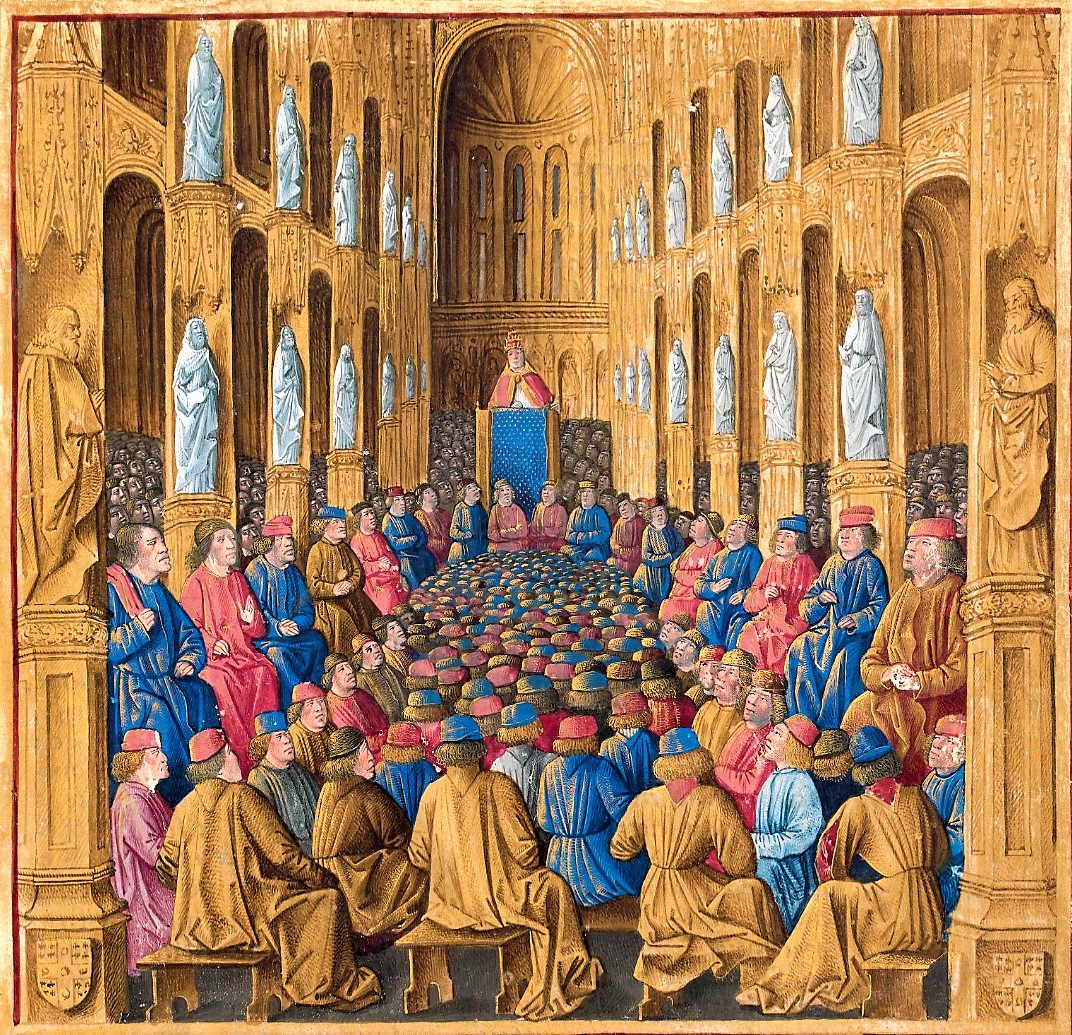
اثر تذهیبی متعلق به قرن ۱۵ که پاپ اوربان دوم را در حال موعظهٔ جمعیت برای بازپس‌گیری سرزمین‌های مقدس نشان می‌دهد.

پاپ اوربان دوم جنگ‌های صلیبی را در سال ۱۰۹۵ در شورای کلرمونت تعریف و آغاز کرد. او اصلاح‌طلبی بود که نگران موفقیت معنوی کلیسا و روحانیون مسیحی در برابر بدکاران بود و نیاز به احیای مذهب در میان مردم را حس می‌کرد. در نتیجه، او با درخواست فوری آلکسیوس تحریک شد. تصمیم پاپ برای آغاز جنگ‌های صلیبی ضد مسلمانان به طرز ناگهانی در آخرین روز شورا اعلام شد. او از تمام شاهان اروپایی خواست تا جنگ برای بازپس‌گیری سرزمین‌های مقدس را آغاز کنند. او تقدس بیت‌المقدس و سرزمین‌های مقدس را در کنار غارت‌ها و هتک حرمت‌های ترکان کافر قرارداد و با توصیف آزار و اذیت زائران خشم عمومی را برانگیخت. او همچنین خطر حمله نظامی به مسیحیان روم شرقی را خاطرنشان کرد. او مسیحیان را موظف به شرکت در این امر مقدس کرد و قول داد همهٔ آن‌هایی که به جنگ بروند گناهانشان آمرزیده خواهد شد و آن‌هایی که در جنگ کشته می‌شوند، مستقیم به بهشت داخل خواهند شد.
پاپ با تشویق به جنگ احساسات جنگجویانهٔ غیرمذهبی فئودال‌ها را نیز برانگیخت. او از بارون‌ها خواست که به‌جای جنگ غیرمقدس در غرب اروپا در جنگ مقدس شرکت جویند. او به بارون‌ها وعدهٔ ثروت، مالکیت زمین، قدرت، و شخصیت اجتماعی داد و برای پرداخت همهٔ این جوایز غلبه بر ترکان و عرب‌ها و گرفتن خراج از آن‌ها را فرض کرده بود. او گفت که ترکان و اعراب به‌سادگی توسط نیروهای مسیحی شکست می‌خورند. وقتی او نطقش را تمام کرد، شنوندگان فریاد زدند «خدا این را می‌خواهد». این جمله بعدها شعار جنگی صلیبیون شد. پاپ اسقف لی‌پویی را مسئول ترغیب کشیشان به پیوستن به جنگ کرد. خبر اینکه جنگ علیه کفر با زیارت اماکن مقدسه توأم خواهد بود و پاداش فراوانی برای زائران در زمین و آسمان خواهد بود به سرعت پخش شد. بلافاصله هزاران تن متعهد شدند که عازم نخستین جنگ صلیبی شوند. سخنرانی پاپ اوربان دوم یکی از مؤثرترین سخنرانی‌های تاریخ نام گرفته است. این سخنرانی جنگ‌های مقدس را برانگیخت و ذهن و قوای اروپاییان را برای دویست سال مشغول کرد.

### پس از نخستین جنگ صلیبی
نخستین جنگ‌های صلیبی توسط مسیحیان پرشوری که احساس پارسایی می‌کردند انجام شد. این هیجان و خشم در کشتار یهودیان در کشاکش سفر عوام‌الناس در اروپا و برخورد خشن با مسیحیان ارتدوکس شرقی دیده‌شد.
در قرن سیزدهم مسیحیان هیچگاه شور و خشم سابق را از خود نشان نمی‌دادند. پس از آنکه عکا برای آخرین بار در سال ۱۲۹۱ به دست مسلمانان افتاد و پس از نابودی کامل کاتارها در اوکیتانیا به دست صلیبیون، اعتقاد به جنگ‌های صلیبی توسط توجیه‌های پاپ برای جنگ‌های داخلی در اروپا بی‌ارزش شد.
شوالیه‌های هوسپیتالر آخرین جنگجویانی بودند که صاحب سرزمینی برای خود بودند. پس از سقوط عکا آن‌ها به جزیره رودس رفتند و در قرن ۱۶ میلادی به جزیرهٔ مالت رانده شدند تا سرانجام توسط ناپلئون بناپارت از حکمرانی برکنار شدند.

## فهرست جنگ‌ها
نام‌گذاری سنتی تعداد جنگ‌های صلیبی را ۹ عدد بین قرون ۱۱ تا ۱۳ میلادی می‌دانند. هرچند این نام‌گذاری بسیاری از لشکرکشی‌های مهم را دربر نمی‌گیرد، مخصوصاً آن‌هایی که در قرون ۱۴ تا ۱۶ میلادی رخ دادند. در حقیقت جنگ‌های صلیبی تا آخر قرن ۱۷ میلادی ادامه داشتند؛ مانند جنگ لپانتو در ۱۵۷۱، نبرد سنت‌گوتهارد در ۱۶۶۴ و جنگ صلیبی در کندیا (کرت امروزی) در ۱۶۶۹. شوالیه‌های مهمان‌نواز تا زمان شکست از ناپلئون بناپارت به سال ۱۷۹۸ در دریای مدیترانه و مالت مشغول جنگ بودند. در همین دوره، جنگ‌های صلیبی کوچک بسیاری در شبه‌جزیرهٔ ایبری و مرکز اروپا علیه مسلمانان، خوارج مسیحی و بت‌پرستان در جریان بود.

### نخستین جنگ صلیبی (۱۰۹۵ تا ۱۰۹۹)
در آوریل ۱۰۹۵ در شورای پیاچنزا، سفیران آلکسیوس یکم امپراتور روم برای حفاظت امپراتوری در برابر حملات ترکان سلجوقی، از پاپ درخواست کمک کردند. پس‌از چندی در همان سال در شورای کلرمونت، پاپ اوربان دوم همه مسیحیان را برای جنگ علیه ترکان دعوت کرد. با این وعده که آنان که در این جنگ کشته می‌شوند آمرزش آنی از گناهانشان دریافت خواهند کرد.
جنگجویان صلیبی رسمی فرانسه و ایتالیا را در تاریخ ۱۵ اوت ۱۰۹۶ (تعیین‌شده توسط پاپ) ترک کردند. سربازان از راه زمینی به قسطنطنیه رسیدند و مورد استقبال محتاطانهٔ امپراتور بیزانس قرار گرفتند. با عزم به بازپس‌گیری سرزمین‌های از دست‌رفته، سپاهی که عمدتاً شوالیه‌های فرانسوی و نورمن بودند تحت رهبری بارون‌ها به سمت جنوب آناتولی تاختند. آنان در جنگ‌هایی وحشیانه انطاکیه را در سوم ژوئن ۱۰۹۸ و سرانجام اورشلیم را در ۱۵ ژوئیه ۱۰۹۹ تصرف کردند. در پی این پیروزی‌ها، آن‌ها چهار دولت صلیبی را در ساحل فلسطین و شام به وجود آوردند.

#### مبارزات
قوای صلیبی با ترک‌ها جنگیدند. تصرف انتاکیه به دست صلیبیان در اکتبر ۱۰۹۷ آغاز شد و تا ژوئن ۱۰۹۸ به طول انجامید. پس از تصرف شهر، مطابق رسم معمول برای شهرهایی که تسلیم نمی‌شدند، صلیبیون، مسلمانان شهر را قتل‌عام، مساجد شهر را ویران و اموال شهر را غارت می‌کردند. هرچند بلافاصله، لشکر بزرگ کمکی مسلمانان به رهبری کربغا صلیبیون پیروز را در انطاکیه محاصره کرد اما بوهموند توانست محاصره را در ۲۸ ژوئن بشکند. پس از آن، صلیبیون گرسنه به سمت جنوب حرکت کردند و سرانجام تنها با بخش کوچکی از نیروهای باقی‌مانده‌شان به اورشلیم رسیدند.

#### تصرف اورشلیم

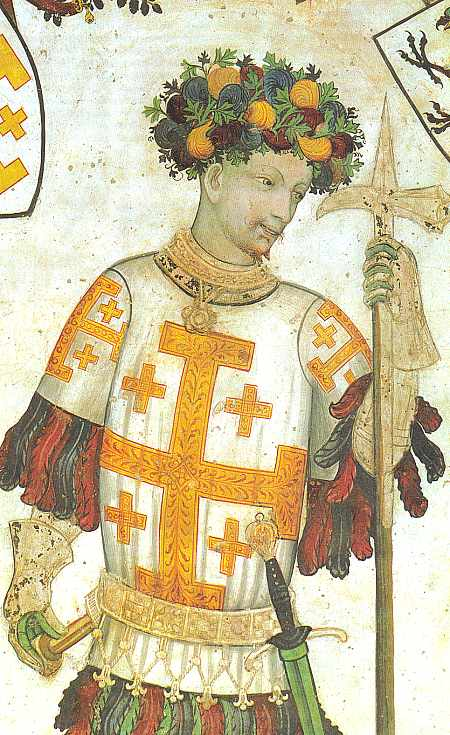
گادفری بوین شوالیهٔ فرانسوی فرماندهٔ نخستین جنگ صلیبی و بنیان‌گذار پادشاهی اورشلیم.

در دفاع از اورشلیم، یهودیان و مسلمانان با هم در برابر فرانک‌های مهاجم جنگیدند. اما ناموفق بودند و در ۱۵ ژوئیه ۱۰۹۹ صلیبیان وارد شهر شدند. صلیبیان، باقی‌ماندهٔ یهودیان و مسلمانان شهر را قتل‌عام نموده، مساجد را ویران کرده و شهر را غارت نمودند. مورخی نوشته است که «انزواء، ترس و بیگانگی» احساس‌شده توسط فرانک‌های دور از خانه به توضیح قساوت‌های آنان کمک می‌کند؛ قساوت‌هایی مانند آدم‌خواری پس از محاصرهٔ معره نعمان در سال ۱۰۹۸ در نتیجهٔ نخستین جنگ صلیبی، دولت‌های صلیبی کوچک متعددی تشکیل شد که از همه مشهورتر پادشاهی اورشلیم بود. در پادشاهی اورشلیم حداکثر ۱۲۰٬۰۰۰ فرانک (اکثراً فرانسوی‌زبان و مسیحی از اروپای غربی) بر ۳۵۰٬۰۰۰ مسلمان، یهودی و مسیحی شرقی که از زمان سلطهٔ اعراب بر منطقه در سال ۶۳۸ در آنجا بودند حکمرانی می‌کردند.
همچنین صلیبیان تلاش کردند تا شهر صور را نیز تسخیر کنند اما از مسلمانان شکست خوردند. مردم صور از ظاهرالدین اتابک والی دمشق در قبال تسلیم صور به او درخواست کمک در برابر فرانک‌ها کردند. بعد از شکست فرانک‌ها از ظاهرالدین مردم صور شهر را تسلیم نکردند و او به سادگی در جواب گفت «آنچه من انجام داده‌ام فقط برای خدا و مسلمانان بوده نه برای کسب ثروت یا پادشاهی».
پس از تسخیر اورشلیم صلیبیان چهار دولت تشکیل دادند؛ پادشاهی اورشلیم، بخش رها، شاهزادگی انتاکیه و بخش طرابلس. در ابتدای امر به دلیل اختلافات داخلی مسلمانان کارهای اندکی در مقابل صلیبیون انجام دادند. سرانجام مسلمانان شروع به متحد شدن تحت رهبری عمادالدین زنگی کردند. او با آزادسازی رها در سال ۱۱۴۴ شروع کرد. رها اولین شهری بود که به‌دست صلیبیون افتاد و اولین شهری بود که دوباره توسط مسلمانان تسخیر شد. بازپس‌گیری رها توسط مسلمانان به فراخوان برای دومین دورهٔ جنگ‌های صلیبی توسط پاپ انجامید.

#### دیدگاه صلیبیان

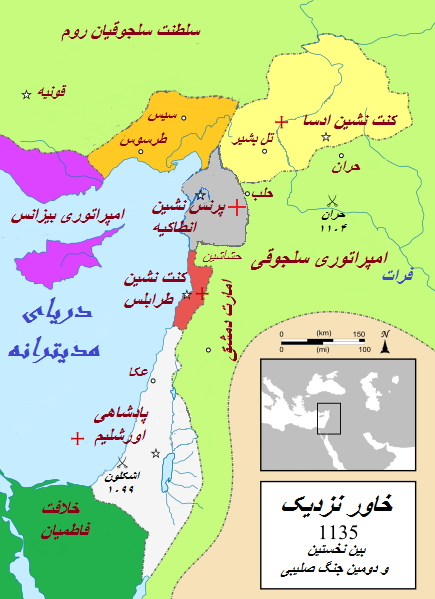
پایگاه‌های صلیبیون، تشکیل‌شده پس از نخستین جنگ صلیبی

تاریخ‌نگاران صلیبی رنج‌ها و سختی‌هایی را که نخستین گروه از صلیبیان در رسیدن به مناطق داخل امپراتوری بیزانس، سوریهٔ مسلمان و سپس اورشلیم متحمل شدند، برمی‌شمرند. همچنین کشتار وحشتناک یهودیان به وسیلهٔ گروه دوم صلیبیان زمانی که به سرزمین‌های داخلی رسیدند؛ به دنبال غذا بودن و گرسنگی کشیدن؛ معجزه‌های مرتبط با ادعای پیدا کردن صلیب مقدس در انطاکیه؛ رقابت بین شاهزادگان اروپایی بر سر قدرت؛ و نهایتاً تسخیر اورشلیم. اینها موفقیت‌هایی بودند که صلیبیان را با وجود اختلافات بسیار زبانی، شیوهٔ رهبری و شیوهٔ جنگ با هم متحد ساخت. همین که چنین گروهی توانست به اورشلیم برسد قابل توجه است که البته به دلایل زیر ممکن شد:
1. تفرقهٔ میان مسلمانان؛
2. مسلمانان مناطق مختلف برداشت اشتباهی از حضور لشکر صلیبی داشتند.

به نظر می‌رسد که مسلمانان نیروهای مسیحی را مرتدهایی فراری از فقر و جنگ قلمداد کرده بودند. این تعبیر منجر به دست‌کم گرفتن خطر نیروهای صلیبی به امنیت مسلمانان شد که با وجود اینکه ضعیف بودند، اما از نظر مذهبی بسیار باانگیزه بودند.

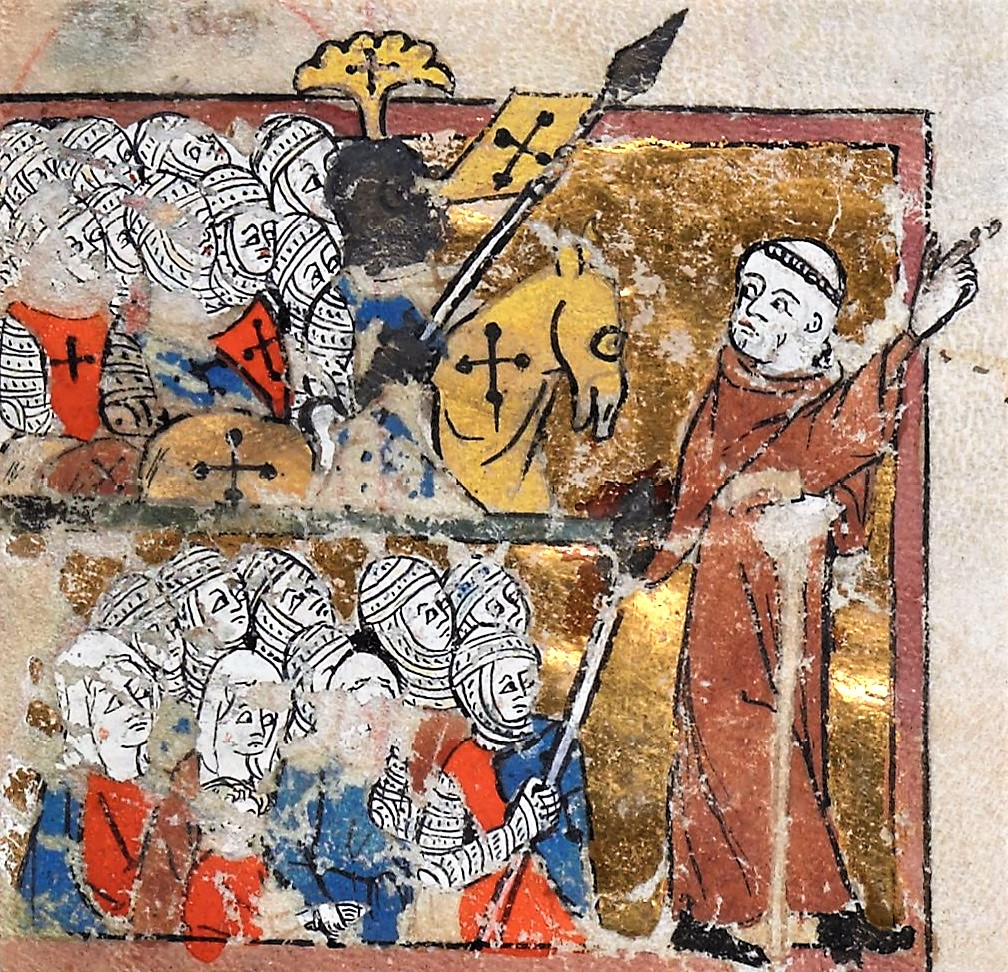
تصویر قرون‌وسطایی از پیتر هرمیت رهبر شوالیه‌ها، سربازان و زنان به سمت اورشلیم در نخستین جنگ صلیبی

#### جنگ صلیبی ۱۱۰۱
پس از موفقیت‌های صلیبیان در نخستین جنگ صلیبی صلیبیون یک سلسله جنگ‌های صلیبی کوچکی به راه انداختند ولی در سه جنگ مختلف از سپاه منظم قلیچ ارسلان شکست خوردند. گاهی این جنگ‌های صلیبی جزئی از نخستین جنگ صلیبی شمرده می‌شوند.

#### جنگ‌های صلیبی نروژی ۱۱۰۷ تا ۱۱۱۰
سیگیورد یکم نروژی نخستین پادشاه اسکاندیناویایی بود که عازم زیارت سرزمین مقدس گشت. سپاه کوچک او در طول مسیرش به سوی سرزمین مقدس، مسلمانان را در اندلس، بالئارس شکست داد. پس از رسیدن به سرزمین مقدس، بالدوین یکم پادشاه اورشلیم از او به گرمی استقبال کرد. او همچنین برای تصرف صیدا به یاری بالدوین شتافت.

#### سازمان‌دهی دولت‌های صلیبی
پس از نخستین جنگ صلیبی، صلیبیون شهرهای مسیحی‌نشین جدیدی را در سرزمین مقدس بنا نهادند. دو فرقهٔ نظامی جدید به نام‌های شوالیه‌های معبد و هوسپیتالر، تشکیل شدند. این شوالیه‌ها در عین حال نجیب‌زاده نیز بودند. آن‌ها در مقابل حملهٔ مسلمانان، از مهاجران مسیحی که به سرزمین مقدس می‌آمدند، محافظت می‌کردند و هزینهٔ بیمارستانی را که ایتالیایی‌ها در سرزمین مقدس ساخته بودند را نیز می‌پرداختند. به سال ۱۱۴۲ مهاجرانی از مسیحیان در سرزمین مقدس مستقر شدند. آن‌ها شروع به ساخت قصرهایی از جمله قلعه شهسواران در سوریه کردند. انبارهای زیرزمینی این قصرهای با شکوه ذخیرهٔ غذایی و سلاح را برای یک محاصرهٔ پنج‌ساله در خود جای می‌دادند.

### جنگ صلیبی دوم (۱۱۴۷ تا ۱۱۴۹)

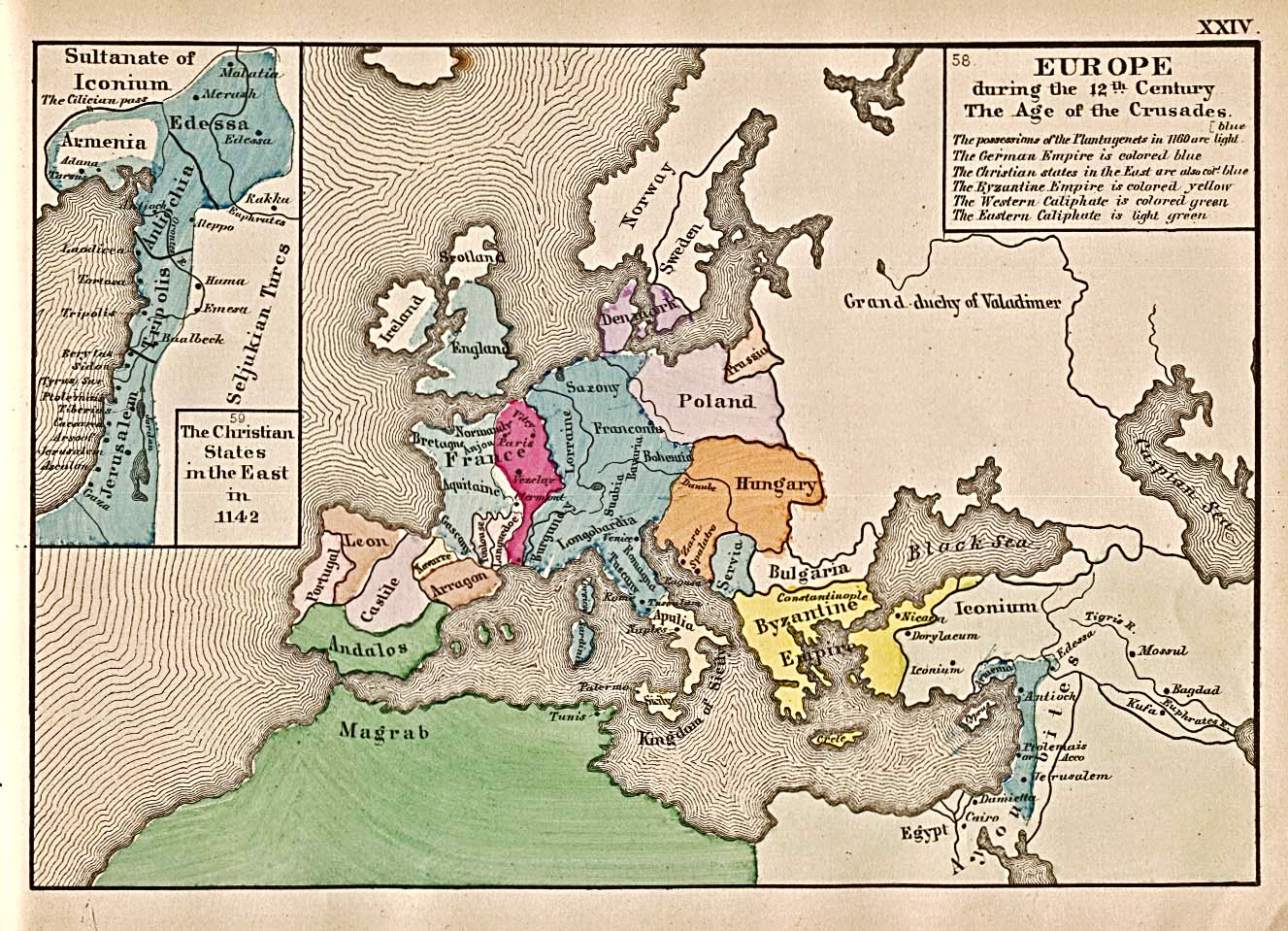
اروپا و دولت‌های مسیحی در شرق در سال ۱۱۴۲

بعد از یک دوره زندگی آرام مسلمانان و مسیحیان در کنار هم در سرزمین‌های مقدس، مسلمانان شهر ادسا را محاصره و تسخیر کردند. واعظان مسیحی متعددی با نقش محوری برنارد کلروو دعوت به یک دورهٔ جدید از جنگ‌های صلیبی را آغاز کردند. این جنگ برخلاف نخستین جنگ صلیبی به‌وسیلهٔ دو تن از بزرگ‌ترین فرمانروایان اروپا رهبری می‌شد. لشکریان فرانسوی و آلمانیان جنوب به رهبری لوئی هفتم، پادشاه فرانسه و کنراد سوم، امپراتور آلمان در سال ۱۱۴۷ به اورشلیم تاختند اما نتوانستند پیروزی مهمی کسب کنند. آن‌ها نتوانستند دمشق که شهری بی‌طرف بود را تسخیر کنند و این شهر به‌زودی توسط نورالدین زنگی، دشمن اصلی صلیبیان٬ تصرف شد. هر چند در آن سوی مدیترانه صلیبیان در پرتغال پیروزی‌هایی کسب کردند و با همکاری پادشاه پرتغال آفونسو اول توانستند در سال ۱۱۴۷ لیسبون را از مسلمانان بازپس گیرند. در سال بعد بخشی از این گروه صلیبیون با همکاری کنت بارسلونا توانستند شهر بندری و ثروتمند آلمریا و همچنین ترتسا و پس از آن چند شهر دیگر را تسخیر کنند. به سال ۱۱۵۰ در جبههٔ سرزمین شام، پادشاهان فرانسه و آلمان بی‌نتیجه به کشورهایشان برگشتند. برنارد قدیس که موعظه‌های او منجر به جنگ صلیبی دوم شده بود از شدت خشونت‌ها و کشتار یهودیان و شکست‌ها ناراحت و تحقیر شده بود. آلمان‌های شمالی و دانمارکی‌ها نیز در سال ۱۱۴۷ به وندها در مناطق شرقی و شمالی اروپا حمله کردند که آن‌ها هم موفقیت بزرگی کسب نکردند.

### جنگ صلیبی سوم (۱۱۸۷ تا ۱۱۹۲)
مسلمانان مدت‌ها درگیر جنگ داخلی میان خود بودند تا سرانجام توسط صلاح‌الدین ایوبی با هم متحد شدند و یک دولت واحد تشکیل دادند. در سال ۱۱۸۱ مسلمانان به فرماندهی صلاح‌الدین صلیبیون را در جنگ حطین به سختی شکست دادند و پس از آن به‌سادگی با شکست دادن لشکریان متفرق صلیبی تمام شهرها (از جمله بیت‌المقدس) را به جز چند شهر ساحلی بازپس گرفتند. امپراتوری بیزانس از ترس صلیبیون با مسلمانان متحد شد.
پیروزی‌های صلاح‌الدین اروپا را در شوک فرو برد. برای جبران این فاجعه، امپراتور آلمان فردریک بارباروسا معروف به ریش قرمز، شاه فرانسه فیلیپ دوم و شاه انگلستان ریچارد شیردل با دخالت اندک پاپ یک جنگ صلیبی دیگر را پایه‌گذاری کردند. فردریک در راه مرد و تنها اندکی از سربازانش به سرزمین‌های مقدس رسیدند. شاه فیلیپ به بهانهٔ دروغین ناخوشی به فرانسه برگشت با این انگیزه که دوک نرماندی را از چنگ ریچارد دربیاورد. در جنگی به سال ۱۱۹۱ ریچارد قبرس را از بیزانسی‌ها گرفت. در قرن‌های بعد قبرس به عنوان پایگاه صلیبیون استفاده شد و تا سال ۱۵۷۱ در کنترل مسیحیان ماند. پس از محاصره‌ای طولانی، ریچارد عکا را از مسلمانان گرفت و تمامی مسلمانان پادگان را به اسارت گرفت. بعدها او تمامی این مسلمانان را پس از مذاکرات ناموفق از دم تیغ گذراند. سپاه صلیبی به سمت جنوب در امتداد ساحل مدیترانه پیش رفت. آن‌ها مسلمانان را در نبرد آرسوف شکست دادند، شهر بندری یافا را گرفتند و مُشرف به بیت‌المقدس شدند. پس از این جنگ بسیاری از صلیبیان به اروپا بازگشتند و ریچارد به این نتیجه رسید که در صورت تصرف بیت‌المقدس قادر به دفاع از آن نخواهد بود؛ بنابراین او برای فتح شهر اقدام نکرد و در سال بعد معاهدهٔ صلحی با صلاح‌الدین امضاء کرد.
بر اساس صلح‌نامهٔ بین ریچارد و صلاح‌الدین، بیت‌المقدس تحت کنترل مسلمانان باقی ماند؛ اما زائران غیرمسلح مسیحی اجازه یافتند تا شهر را زیارت کنند. بیت‌المقدس و پادشاهی همجوار (به جز چند شهر ساحلی) همچنان تحت قانون اسلامی اداره می‌شدند. ریچارد شیردل در راه بازگشت به انگلستان به‌وسیلهٔ دوک لئوپلد، فرمانروای اتریش، دستگیر و زندانی شد. لئوپلد در ازای آزادی او باج هنگفتی طلب کرد.

### جنگ صلیبی چهارم (۱۲۰۲ تا ۱۲۰۴)

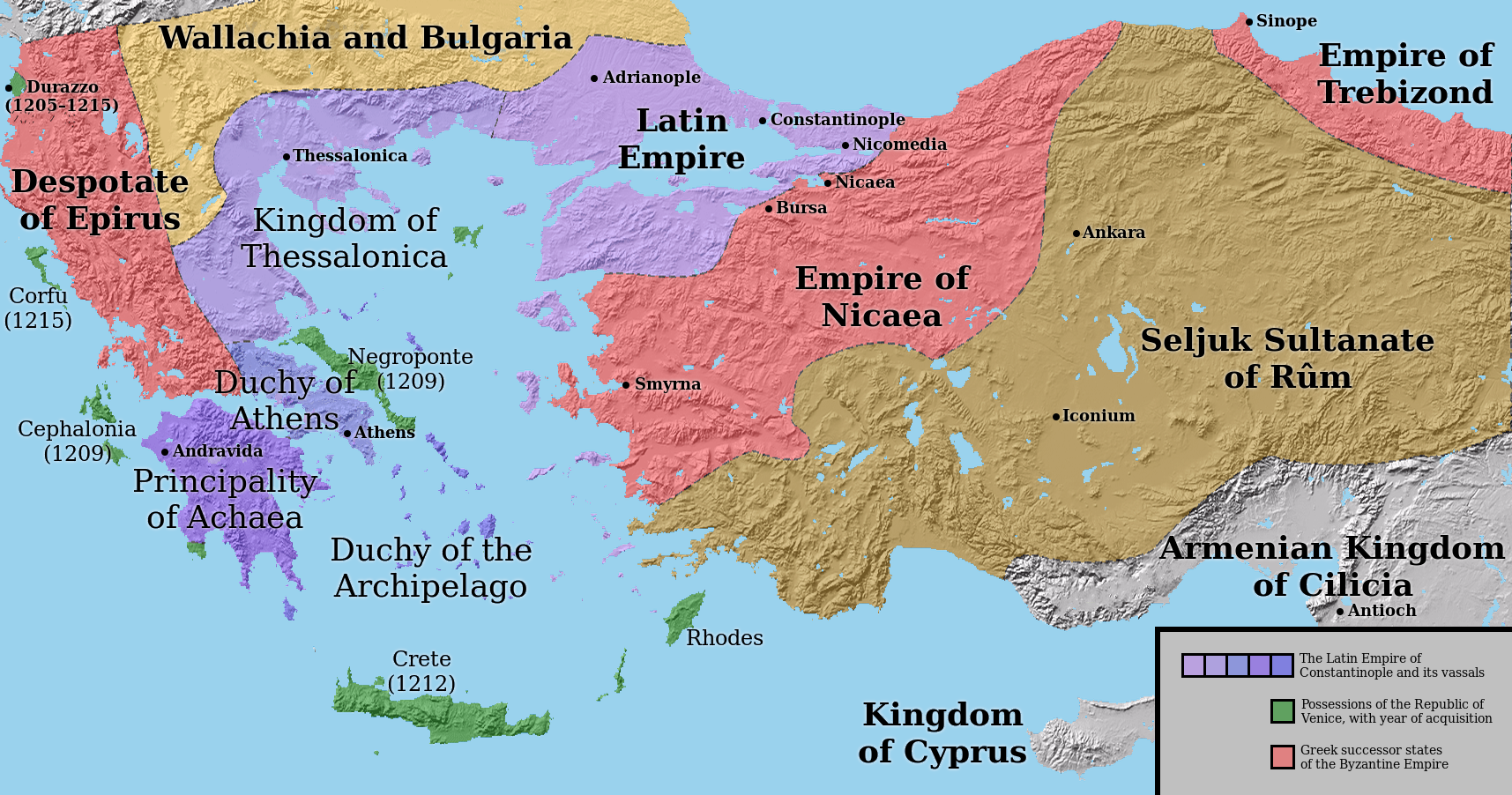
امپراتوری لاتین و تقسیم بیزانس پس از جنگ صلیبی چهارم در سال ۱۲۰۴

پس از موفقیت‌های اندک در جنگ صلیبی سوم، اشتیاق اندکی بین اروپاییان برای یک جنگ دیگر باقی‌مانده بود. در سال ۱۲۰۲ جنگ صلیبی چهارم به درخواست پاپ اینوسنت سوم با انگیزهٔ حملهٔ به سرزمین‌های مقدس از راه مصر آغاز شد. صلیبیون برای تأمین کشتی‌های مورد نیاز با انریکو داندولو حاکم جمهوری ونیز قرارداد بستند. داندولو کشتی‌ها را فراهم کرد، اما صلیبیان قادر به پرداخت هزینه‌ها نبودند؛ لذا داندولو از آن‌ها خواست که در عوض بدهی‌شان، با حمله به شهر بندری زادار آن را تحت اطاعت جمهوری ونیز درآورند.
پس از حمله به زادار و غارت آن، صلیبیون دوباره متوجه شدند که از عهدهٔ بازپرداخت اجارهٔ کشتی‌های داندلو بر نمی‌آیند. به همین دلیل رهبران صلیبی تصمیم گرفتند تا به قسطنطنیه بروند و شاهزاده‌ای تبعیدی را که به آن‌ها وعده کمک داده بود دوباره برتخت بنشانند. پس از یک سری سوءتفاهم‌ها و بروز خشونت‌ها، صلیبیان شهر را در سال ۱۲۰۴ تسخیر کردند و دولتی به نام امپراتوری لاتین به همراه چند دولت صلیبی دیگر به‌وجود آوردند. صلیبیان قسطنطنیه را غارت کردند و اهالی شهر را از دم تیغ گذراندند. معمولاً این وقایع آخرین نقطهٔ جدایی بزرگ بین کلیسای ارتدکس شرقی و کلیسای کاتولیک به‌شمار می‌آیند.

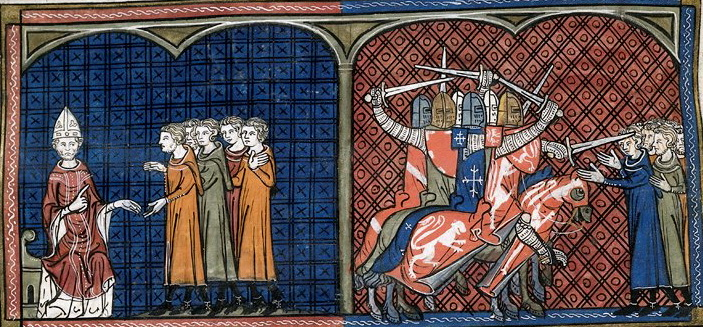
کشتار کاتارها (راست)، پاپ اینوسنت سوم در حال تکفیر کاتارها (چپ)

### جنگ صلیبی علیه کاتاریسم
این جنگ صلیبی در سال ۱۲۰۹ به‌منظور از بین بردن کاتاریسم از اوکیتانیا در جنوب فرانسهٔ امروزی آغاز شد. این جنگ‌ها که نزدیک به یک دهه به طول انجامیدند، بیشتر به‌خاطر گسترش قلمرو فرانسهٔ شمالی به مناطق جنوبی بود و در نهایت خوارج کاتار و مردم مستقل جنوب فرانسه به دست صلیبیون نابود شدند.

### جنگ صلیبی کودکان

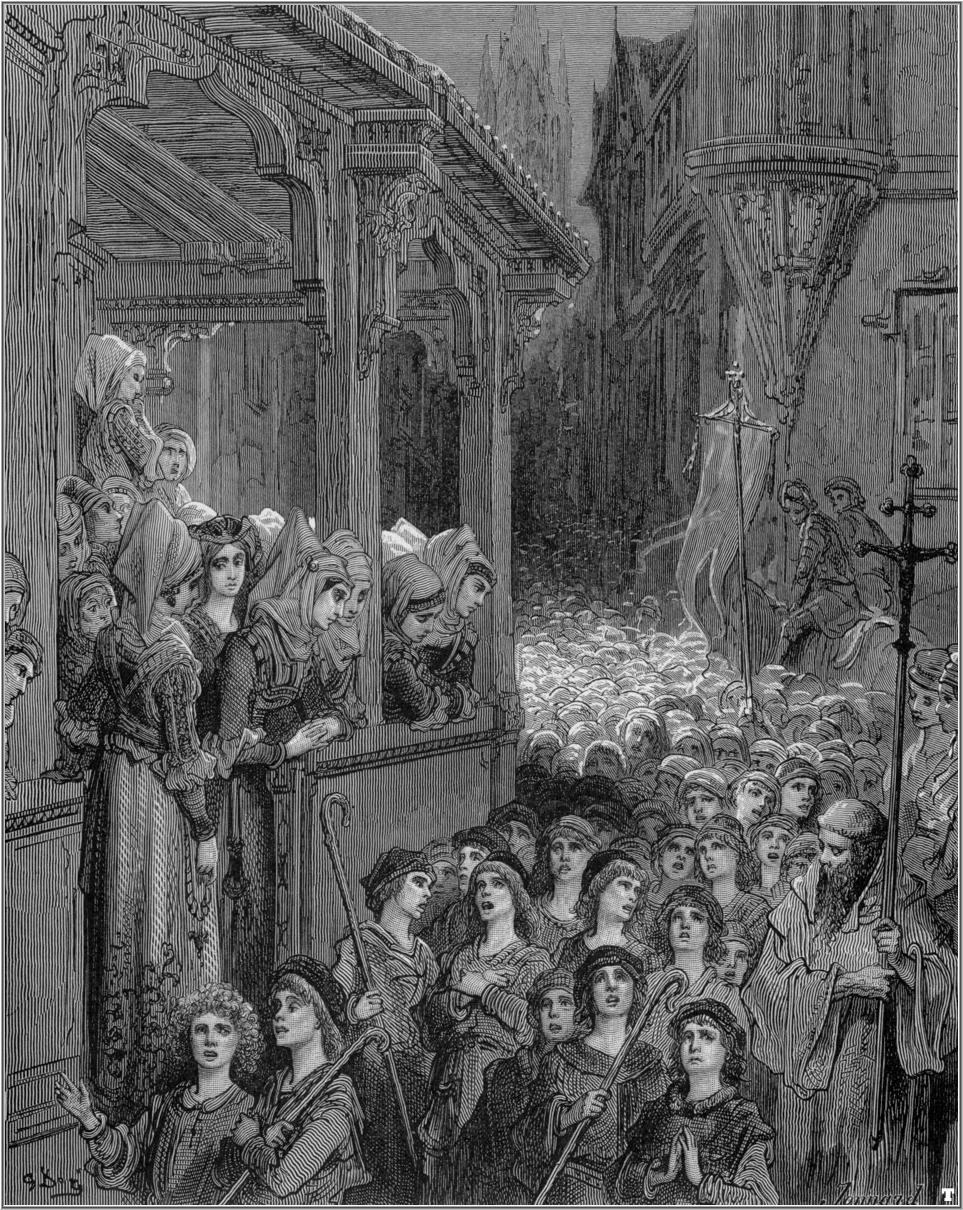
جنگ صلیبی کودکان اثر گوستاو دور

یک جنبش ناگهانی در سال ۱۲۱۲ در آلمان و فرانسه جمعیت بزرگی از جوانان و نوجوانان دهقان را که بعضی زیر ۱۵ سال داشتند را جذب خود کرد. آنان باور کرده بودند که جایی که صلیبیان پیر و پر از گناه شکست خورده‌اند، می‌توانند پیروز شوند و نیروی معجزه‌آسای ایمانشان می‌تواند در جایی که قوای نظامی نتوانسته، پیروز شود. بسیاری از کشیشان محلی و پدر و مادران هم این التهابات مذهبی را تقویت و تشویق می‌کردند. پاپ و اسقف‌ها با این امر مخالف بودند، ولی نتوانستند مانع آن شوند. گروهی متشکل از هزاران جوان به رهبری فردی آلمانی به نام نیکولاس به سمت ایتالیا به راه افتادند. حدود یک‌سوم آن‌ها در حین گذر از کوه‌های آلپ زنده ماندند و حتی به جنوا نیز رسیدند. گروهی دیگر نیز به بندر مارسی رسیدند. آن‌هایی که خوش‌شانس بودند توانستند به خانه برگردند ولی بسیاری به‌عنوان برده برای تمام عمر در برده‌فروشی‌های مارسی به فروش رفتند. منابع در مورد این واقعه پراکنده و مبهم‌اند و مورخان هنوز دقیقاً نمی‌دانند چه اتفاقاتی افتاده است.

### جنگ صلیبی پنجم (۱۲۱۷ تا ۱۲۲۱)
با گردهمایی‌ها، دعاها و موعظه‌ها کلیسا تلاش‌کرد تا جنگ صلیبی دیگری راه بیندازد. در سال ۱۲۱۵ م، چهارمین شورای قصر لاتران طرحی برای بازپس‌گیری سرزمین‌های مقدس ریخت. در مرحلهٔ اول، سپاهی از اتریش و مجارستان به نیروهای پادشاهی بیت‌المقدس و شاهزادگی انطاکیه پیوستند تا به اورشلیم حمله کنند. در مرحلهٔ دوم در سال ۱۲۱۹ صلیبیون با پیروزی بزرگی دمیاط در مصر را تسخیر کردند ولی در پی اصرار نمایندهٔ پاپ در حمله‌ای بی‌پروا به قاهره در ژوئیه ۱۲۲۱ شکست خوردند و به‌خاطر کمبود آذوقه و مهمات صلیبیان مجبور به عقب‌نشینی شدند. در شبیخونی به رهبری کامیل پادشاه ایوبی مصر، بسیاری از صلیبیان کشته شدند و مابقی مجبور به تسلیم شدند و کامیل درخواست صلح هشت‌سالهٔ آنان را پذیرفت.
در سال ۱۲۱۹ فرانسیس آسیزی از جبههٔ نبرد در دمیاط گذشت تا با کامیل مذاکره کند اما او و همراهش اسیر و مضروب شده و به پیش سلطان برده شدند. قدیس بناونچور می‌نویسد که کامیل تحت تأثیر فرانسیس قرار گرفته بود و مدتی را با او گذراند. کامیل به فرانسیس اجازهٔ عبور داد و به او پیشنهاد هدایای بسیاری کرد ولی فرانسیس فقط یک شیپور را قبول کرد تا با آن مؤمنان را به عبادت فراخواند. این امر سرانجام منجر به پایه‌گذاری فرقهٔ فرانسیسکن شد.

### جنگ صلیبی ششم (۱۲۲۸ تا ۱۲۲۹)
امپراتور مقدس روم فردریک دوم بارها قول به آغاز یک جنگ صلیبی داد ولی به قولش عمل نکرد که باعث تکفیرش از سوی پاپ گرگوری نهم به سال ۱۲۲۸ شد. با این حال، او از بندر بریندیسی حرکت کرد و به عکا رسید. اگرچه جنگی رخ نداد اما او با الکامل عهدنامهٔ صلحی امضاء کرد که به موجب آن مسیحیان بر اکثر اورشلیم و نواری از منطقهٔ بین اورشلیم و عکا حکومت می‌کردند و مسلمانان همچنان قبةالصخره و مسجدالاقصی را در اختیار داشتند؛ بنابراین او موفقیت غیرمنتظره‌ای را به‌دست‌آورد. در سال ۱۲۲۵ او با وارث پادشاهی اورشلیم ازدواج کرد و پس از مرگ وارث در سال ۱۲۲۸ به پادشاهی اورشلیم رسید. صلح ده سال به طول انجامید در حالی‌که بسیاری از مسلمانان از این‌که الکامل از حکومت اورشلیم دست کشیده بود، ناخشنود بودند. در سال ۱۲۴۴ طی فتح اورشلیم مسلمانان دوباره حکومت اورشلیم را در دست گرفتند.

### جنگ صلیبی هفتم (۱۲۴۸ تا ۱۲۵۴)
در سال ۱۲۴۴ خوارزمشاهیان با همدستی مملوک‌ها اورشلیم را تصرف کردند. اروپاییان که بارها دست‌به‌دست شدن اورشلیم بین مسیحیان و مسلمانان را تجربه کرده بودند دیگر به فراخوان‌های پاپ برای بازپس‌گیری اورشلیم بی‌اعتنا شده بودند. سرانجام لوئی نهم حاضر به جنگ صلیبی شد. صلیبیون در سال ۱۲۴۴ در غزه با قوای خوارزمشاهیان به رهبری ظاهر بیبرس روبه‌رو شدند و طی ۴۸ ساعت کاملاً منهدم شدند. بسیاری از مورخان این جنگ را ناقوس مرگ پادشاهی آتنمرز، یکی از دولت‌های صلیبی می‌دانند.
لوئی نهم جنگ صلیبی دیگری را علیه مصریان در سال‌های ۱۲۴۸ تا ۱۲۵۴ تدارک دید. صلیبیون در این جنگ شکست قاطعی خوردند و لوئی اسیر شد. ترک‌ها خون‌بهای هنگفتی بابت آزادی لوئی دریافت کرده و در نهایت او را آزاد کردند.

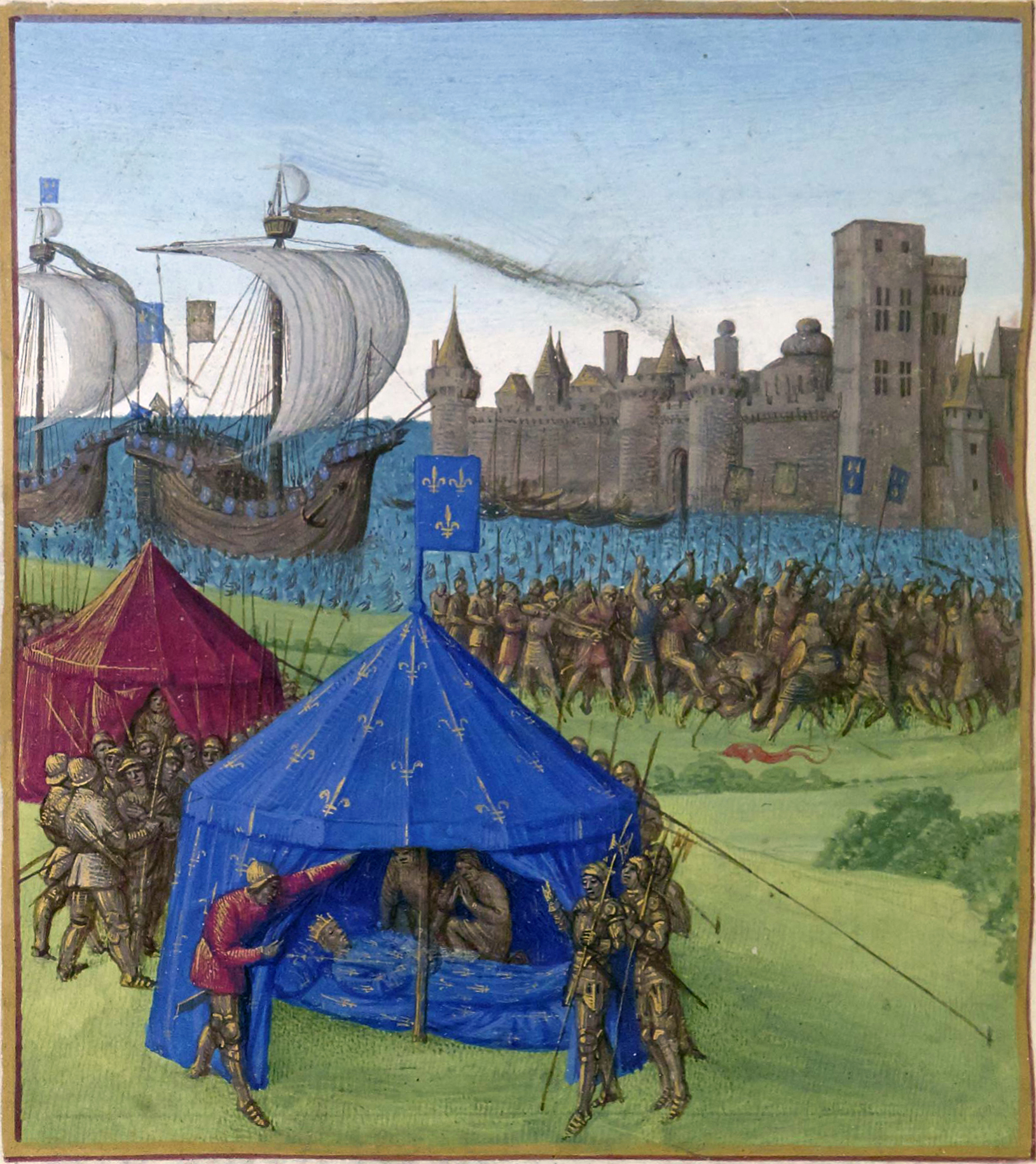
تابلوی مینیاتور مرگ لوئی نهم طی محاصرهٔ تونس در جنگ صلیبی هشتم

### جنگ صلیبی هشتم (۱۲۷۰)
در سال ۱۲۷۰ لوئی نهم با نادیده گرفتن توصیهٔ مشاورانش دوباره به عرب‌ها در تونس و شمال آفریقا حمله کرد. او گرم‌ترین فصل سال را انتخاب کرد و در نتیجه سپاه او به‌خاطر بیماری‌های مختلف به دردسر افتاده و هلاک شدند. لوئی خودش هم مرد و تلاشش برای بازپس‌گیری سرزمین‌های مقدس ناکام ماند.

### جنگ صلیبی نهم (۱۲۷۱ تا ۱۲۷۲)

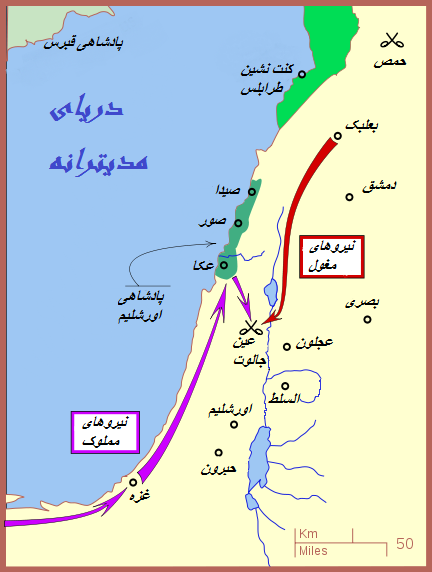
مغولان در نبرد سرنوشت‌ساز عین جالوت از مصریان به سختی شکست‌خوردند.

در سال ۱۲۷۱ ادوارد یکم انگلستان پس از همراهی با لوئی نهم در جنگ صلیبی هشتم جنگ صلیبی دیگری را علیه بیبرس آغاز کرد. لوئی در تونس مرد و با شکست صلیبیون، دورهٔ نهم جنگ‌های صلیبی در خاورمیانه پایان یافت. در شماره‌گذاری جنگ‌های صلیبی گاهی جنگ صلیبی نهم را بخشی از جنگ صلیبی هشتم به‌شمار می‌آورند.
در سال‌های پایانی صلیبیان که با خطر مملوک‌های مصری مواجه بودند امید به اتحاد با مغولها بسته بودند. ایلخانان مغول تصور می‌شد که به مسیحیت نزدیک‌تر هستند و شاهزادگان فرانکی در چند مورد توانسته بودند مغول‌ها را برای حمله به چندین ناحیه در خاورمیانه تحریک و سازماندهی کنند. اگر چه مغول‌ها تا دمشق تازش‌های موفقیت‌آمیزی داشتند اما آن‌ها نتوانستند به طرز مؤثری با صلیبیان در حمله به سرزمین‌های مقدس هماهنگ شوند و در جنگ‌ها از مصریان شکست خوردند. بزرگ‌ترین شکست مغولان در جنگ تعیین‌کنندهٔ عین جالوت به سال ۱۲۶۰ رقم خورد. سرانجام مملوک‌ها به رهبری بیبرس تصمیم خود برای پاکسازی شام از فرانک‌ها را به تدریج عملی کردند. با سقوط انطاکیه (۱۲۶۸ م)، طرابلس (۱۲۸۹ م)، و عکا (۱۲۹۱ م) مسیحیانی که قادر به فرار نبودند کشته یا به بردگی گرفته شدند و به این ترتیب آخرین آثار مسیحیت از شام ناپدید شد.

#### پیامدها
صلیبیان با طعم زندگی مرفه و آسایش جدیدی که در سرزمین مقدس چشیده بودند از سرزمین مقدس به خانه‌هایشان در اروپا بازمی‌گشتند.
امپراتوری بیزانس دوباره نجات یافت؛ اما دیگر قدرت معظمی در مدیترانه در قیاس با ونیز به‌شمار نمی‌رفت. امپراتوری اعاده‌شده، کامل از هم جدا و پراکنده بود که شامل قسطنطنیه و اراضی اطراف آن و مقداری اراضی در آسیای صغیر و بخشی از تسالونیک می‌شد. در اواخر قرن ۱۴ و اویل قرن ۱۵ پادشاهی‌های مجارستان، لهستان، والاشیا و صربستان، جنگ صلیبی جدیدی را ترتیب دادند اما این‌بار برای بازپس‌گیری اورشلیم نبود، بلکه برای دفاع از تهاجم از هم‌گسیختهٔ عثمانی‌ها بود که روزبه‌روز در اروپای شرقی پیش می‌رفتند و حتی در جریان محاصرهٔ قسطنطنیه در سال ۱۴۵۳ میلادی، به یاری بیزانسی شتافتند که تعداد ۲۰۰۰ نفر از ونیزی‌های داوطلب، شاهدی بر این موضوع هستند.

## آثار جنگ‌های صلیبی

### لوت (عود)
شوالیه‌هایی که از جنگ‌های صلیبی در خاورمیانه بازمی‌گشتند، ره‌آوردهای فراوانی را از سرزمین‌های عربی با خود به اروپا آوردند که یکی از این ره‌آوردها ساز بربط یا همان عود می‌باشد. موسیقی نواخته‌شده با ساز عود، در دربار پادشاهان قرون وسطی محبوبیت خاصی به‌دست‌آورد. آهنگ‌های عود روی سیم‌های پنج جفتی ساز عود نواخته می‌شد.

### شکر و ادویه
در اروپای قرون وسطی، از عسل برای شیرین کردن غذاها و نوشیدنی‌ها استفاده می‌کردند. صلیبیان نیشکر را به خانه بردند. قند و شکر به عنوان اشیای گران‌بها، در گنجینه‌ها نگهداری شد و فقط در مناسبت‌های مخصوص مورد استفاده قرار می‌گرفت. صلیبیان همچنین ادویه‌جاتی مثل فلفل سیاه، دانه‌های خشخاش (تخم خشخاش)، سیر و همچنین میوه‌های خشک‌شده و لیمو را با خود به اروپا بردند. دولت-شهر ونیز، در شمال ایتالیا، در زمینهٔ واردات مواد غذایی جالب توجه و جدید از خاورمیانه شکوفایی خاصی پیدا کرده بود.

### بهداشت و طرز لباس پوشیدن
صلیبیان همچنین روی زندگی ثروتمندان قرون وسطی اثر گذاشتند. در گرمای سرزمین مقدس، صلیبیان لباس‌های سبک‌تر و گشادتر پوشیدند و دمپایی به پا کردند. در آب و هوای داغ خاورمیانه سربازان مجبور بودند بیشتر خود را بشویند، که این کار با استفاده از صابون‌ها و عطرهای محلی صورت می‌گرفت. هنگامی که آن‌ها به خانه‌های خودشان در اروپا بازگشتند، عادت حمام کردن را ادامه دادند. آرایش موهای اروپایی هم از آرایش موهای مسلمانان تأثیر گرفت. اولین گروه صلیبیان موهای خود را کوتاه نگاه می‌داشتند تا کلاه خودهای خود را به راحتی بر سر بگذارند. صلیبیون بعدها به پیروی از شرقیان، موی خود را بلند می‌کردند و مجعد می‌ساختند و آن را با حنا رنگ می‌کردند.

### پارچه‌های بسیار زیبا
پارچه‌های زیبای بافته در سرزمین‌های اسلامی، در اروپای قرون وسطی با استقبال عمومی روبه‌رو شد. پارچه‌های نخی نرم، مثل چیت و موصلی و تور بافته‌شده در غزه را، خانم‌های اروپایی به‌عنوان مقنعه یا روبند از کلاه‌های زیبایشان می‌آویختند. حریر گلدار و خوشرنگ دمشقی، پارچهٔ پرطرفدار دیگری بود که صلیبیون از خاورمیانه به ارمغان می‌بردند. مسلمانان فرش‌ها و قالیچه‌های رنگی می‌بافتند که صلیبیون با خود به کشورشان می‌بردند.

### قالیچه‌های ایرانی
بعد از جنگ‌های صلیبی فرش‌ها و قالیچه‌های ایرانی کف اتاق‌ها ورودی مبل‌های خانه‌های قرون وسطی را پوشاند. پیش از آن برای پوشش کف اتاق‌ها از بوریا استفاده می‌شد.

### ابزار موسیقی
بعد از جنگ‌های صلیبی، ترویدورها، نغمه‌سرایان دربار از پادشاهان اروپای قرون وسطی، آوازهای خود را با نوای ساز عود Lute همراه ساختند. این ساز دارای پنج رشته سیم بود و از سرزمین‌های اسلامی به اروپا برده شد.

### عینک
صنعتگران مسلمان اطلاعاتی را که دربارهٔ اعضای بدن انسان و موجودات زنده داشتند، با تخصص شیشه سازان ترکیب کردند و انواع عدسی‌های طبی را برای عینک ساختند. صلیبیان از این تخصص برای ساخت عدسی استفاده کردند و در اوایل قرن چهاردهم، عینک‌های مطالعه با عدسی‌های محدب در یک کارخانه در ونیز ساخته شدند.

### سفر به بیت‌المقدس
نخستین گروه از جنگجویان صلیبی از راه خشکی به فلسطین سفر کردند. آن‌ها از مجارستان عبور کرده و مستقیم از میان قسطنطنیه گذشتند و بعد به ارض مقدس (سرزمین فلسطین) پا گذاشتند. کشتی‌های آن‌ها استحکام لازم را نداشت و قادر به سفر دریایی نبودند. اما بعداً جنگجویان صلیبی از راه دریا و از طریق مدیترانه به بیت‌المقدس سفر کردند.

### سفر جنگجویان صلیبی
سفر به سرزمین مقدس، چه از راه دریا چه از راه خشکی، طولانی و مخاطره‌آمیز بود. اولین گروه از جنگجویان صلیبی بعد از ۵ سال به بیت‌المقدس رسیدند.

### دانش‌های تمدن اسلامی
صلیبیان علوم تمدن اسلامی را در شمال اروپا منتشر ساختند. علوم جدیدی را که صلیبیان با خود از شرق به اروپا بردند همه چیز را از دریانوردی و فیزیک نور گرفته تا حسابداری و معماری، دستخوش تغییر ساخت. برای مثال، روش شمارش از ۰ تا ۹ (دستگاه دهدهی) که مسلمانان آن را از هندیان فرا گرفته بودند یا در برخی کتب تاریخی اختراع عدسی را به مسلمانان نسبت داده و معتقدند که این اختراعات و اکتشافات یا بعداً ترجمه و به نام اروپاییان ثبت شده یا ندانسته برای بار دوم این دستاوردها را کشف و اختراع کردند مثلاً اختراع عدسی در بین مسلمانان مربوط به حدود قرن دهم و یازدهم میلادی توسط دانشمندی مسلمان به نام ابن هیثم است. لازم است ذکر شود که در نخستین جنگ صلیبی تمام کتب مسلمانان سوزانده شد ولی در جنگ صلیبی دوم به دستور کلیسا یا پادشاه کتب باقی‌مانده جمع‌آوری و به اروپا آورده شد. در نتیجه علوم ایرانی–اسلامی به اروپا راه یافت و به‌طور وسیعی مورد استفاده قرار گرفت. الکامل فرزند ارشد صلاح‌الدین نیز پس از فهمیدن علاقهٔ فردریک دوم به دانش مسلمانان، گروهی از ریاضی‌دانان و ستاره‌شناسان مسلمان را روانهٔ کاخ فردریک کرد (این کار با خشم شدید پاپ وقت همراه بود).

### جذام
نتایج جنگ‌های صلیبی همیشه پرسود نبود. بیماری‌هایی مانند جذام، مرضی که روی پوست و اعصاب بیمار اثر نامطلوب می‌گذارد، به علت جنگ و عدم رعایت بهداشت شیوع پیدا کرد. این بیماری شکل ظاهری بیمار را تغییر می‌داد و افراد جذامی در جوامع قرون وسطی از جامعه طرد می‌شدند. جذامیان فقط مجاز بودند در «جذامی خانه‌ها» که در خارج از دیوارهای شهرها قرار داشتند، سکونت کنند. هنگامی که افراد جذامی می‌خواستند از یک جذامی‌خانه به جذامی خانهٔ دیگری بروند، مجبور بودند که با خود زنگ‌هایی را حمل کنند و مرتب آن را به صدا درآوردند تا بدین‌وسیله به دیگران اعلام خطر کنند که افراد مبتلا به جذام در حال عبور هستند. از نمونه‌های این بیماری پادشاه اورشلیم، بالدوین چهارم بود که با مسلمانان رفتار دوستانه‌ای داشت اما وی در اثر این بیماری درگذشت.

### کتاب‌نامه
- Asbridge, Thomas (2000). The Creation of the Principality of Antioch, 1098–1130. Boydell & Brewer. ISBN 978-0-85115-661-3.
- Asbridge, Thomas (2012). The Crusades: The War for the Holy Land. Simon & Schuster. ISBN 978-1-84983-688-3.
- Barber, Malcolm (1994). The New Knighthood. A History of the Order of the Temple. Cambridge University Press. ISBN 978-1-107-60473-5.
- Barber, Malcolm (2012). The Crusader States. Yale University Press. ISBN 978-0-300-18931-5.
- Barker, Ernest (1923). The Crusades. World's manuals. Oxford University Press, London.
- Chazan, Robert (1996). In The Year 1096... European Jewry and the First Crusade. University of California Press. ISBN 978-0-520-91776-7.
- Christie, Niall (2014). Muslims and Crusaders: Christianity's Wars in the Middle East, 1095–1382, from the Islamic Sources. Routledge. ISBN 978-1-138-54310-2.
- El-Azhari, Taef (2016). Zengi and the Muslim response to the Crusades: The politics of Jihad. Routledge. ISBN 978-0-367-87073-7.
- Gibb, H. A. R. (1969). The Aiyūbids (PDF). A History of the Crusades (Setton), Volume II. Archived from the original (PDF) on 2023-03-26. Retrieved 2021-10-10.
- Hindley, Geoffrey (2004). The Crusades: Islam and Christianity in the Struggle for World Supremacy. Carroll & Graf Publishers. ISBN 978-0-7867-1344-8.
- Housley, Norman (1982). The Italian Crusades: The Papal-Angevin Alliance and the Crusades Against Christian Lay Powers, 1254–1343. Oxford University Press. ISBN 978-0-19-821925-5.
- Housley, Norman (1992). The Later Crusades, 1274–1580: From Lyons to Alcazar. Oxford University Press. ISBN 978-0-19-822136-4.
- Jotischky, Andrew (2004). Crusading and the Crusader States. Pearson Longman. ISBN 978-1-351-98392-1.
- Kedar, Benjamin Z. (1999). "On the Origins of the Earliest Laws of Frankish Jerusalem: The Canons of the Council of Nablus". Speculum. 74 (2): 310–35. doi:10.2307/2887049. ISSN 0038-7134. JSTOR 2887049.
- Koch, Ariel (2017). "The New Crusaders: Contemporary Extreme Right Symbolism and Rhetoric". Perspectives on Terrorism. 11 (5): 13–24. JSTOR 26297928.
- Latham, Andrew A. (2012). Theorizing Medieval Geopolitics – War and World Order in the Age of the Crusades. Routledge. ISBN 978-0-415-87184-6.
- Lewis, Bernard (2003). The Assassins: A Radical Sect in Islam. Phoenix. ISBN 978-1-84212-451-2.
- Lewis, Kevin James (2017). The Counts of Tripoli and Lebanon in the Twelfth Century: Sons of Saint-Gilles. Routledge. ISBN 978-1-4724-5890-2.
- Lock, Peter (2006). The Routledge Companion to the Crusades. Routledge. doi:10.4324/9780203389638. ISBN 978-0-415-39312-6.
- Maalouf, Amin (2006). The Crusades through Arab Eyes. Saqi Books. ISBN 978-0-86356-023-1.
- Maier, Christoph T. (2006a). "Ideology".  In Murray, Alan V. (ed.). The Crusades: An Encyclopedia. Vol. II: D–J. ABC-CLIO. pp. 627–631. ISBN 978-1-57607-862-4.
- Munro, Dana Carleton (1902). Letters of the Crusaders. Translations and reprints from the original sources of European history. University of Pennsylvania.
- Murray, Alan V. (2006). The Crusades: An Encyclopedia. ABC-CLIO. ISBN 978-1-57607-862-4.
- Murray, Alan V. (2009). "Participants in the Third Crusade". Oxford Dictionary of National Biography (online ed.). Oxford University Press. doi:10.1093/ref:odnb/98218. (Subscription or UK public library membership required.)
- Norgate, Kate (1924). Richard the Lion Heart. Macmillan and Co.
- Oman, Charles (1924). A History of the Art of War in the Middle Ages. Metheun.
- Perry, Guy (2013). John of Brienne: King of Jerusalem, Emperor of Constantinople, c. 1175–1237. Cambridge University Press. ISBN 978-1-107-04310-7.
- Prawer, Joshua (1972). The Crusaders' Kingdom. Phoenix Press. ISBN 978-1-84212-224-2.
- Richard, Jean C. (1999). The Crusades, c. 1071 – c. 1291. Cambridge University Press. ISBN 978-0-521-62566-1.
- Riley-Smith, Jonathan (1973). The Feudal Nobility and the Kingdom of Jerusalem, 1174–1277. Macmillan. ISBN 978-0-333-06379-8.
- Riley-Smith, Jonathan (1995). "The Crusading Movement and Historians".  In Riley-Smith, Jonathan (ed.). The Oxford Illustrated History of The Crusades. Oxford University Press. pp. 1–12. ISBN 978-0-19-285428-5.
- Riley-Smith, Jonathan (2001). The Oxford Illustrated History of The Crusades. Oxford University Press. ISBN 978-0-19-285428-5.
- Runciman, Steven (1952). A History of the Crusades, Volume Two: The Kingdom of Jerusalem and the Frankish East, 1100–1187. Cambridge University Press. ISBN 978-0-521-34771-6.
- Runciman, Steven (1954). A History of the Crusades, Volume Three: The Kingdom of Acre and the Later Crusades. Cambridge University Press. ISBN 978-0-521-34772-3.
- Slack, Corliss K. (2013). Historical Dictionary of the Crusades. Scarecrow Press. ISBN 978-0-8108-7830-3.
- Summerson, Henry (2005). "Lord Edward's crusade". Oxford Dictionary of National Biography (online ed.). Oxford University Press. doi:10.1093/ref:odnb/94804. (Subscription or UK public library membership required.)
- Tyerman, Christopher (1996). England and the Crusades, 1095–1588. University of Chicago Press. ISBN 978-0-226-82012-5.
- Tyerman, Christopher (2006). God's War: A New History of the Crusades. Belknap Press. ISBN 978-0-674-02387-1.
- Tyerman, Christopher (2011). The Debate on the Crusades, 1099–2010. Manchester University Press. ISBN 978-0-7190-7320-5.
- Tyerman, Christopher (2019). The World of the Crusades. Yale University Press. ISBN 978-0-300-21739-1.
- von Sybel, Heinrich (1861). The History and Literature of the Crusades. G. Routledge & Son, Limited.

1. 1 2  Riley-Smith, Jonathan. The Oxford History of the Crusades New York: Oxford University Press, 1999. ISBN 0-19-285364-3.
2. ↑  Riley-Smith, Jonathan. The First Crusaders, 1095–1131 Cambridge University Press, 1998. ISBN 0-521-64603-0.
3. ↑  Helen J. Nicholson, The Crusades, (Greenwood Publishing, 2004), 6.
4. ↑  برای مثال ببینید سقوط آندلس یا جنگ‌های صلیبی علیه کاتاریسم.
5. ↑  مانند مناطق مسلمان‌نشینی در اندلس، مصر، آفریقای شمالی و شرق اروپا.
6. 1 2  Crusades in The New Catholic Encyclopedia, New York: McGraw-Hill Book Company, 1966, Vol. IV, p. ۵۰۸.
7. ↑  Halsall, Paul (1997). "Philip de Novare: Les Gestes des Ciprois, The Crusade of Frederick II, ۱۲۲۸–۲۹". Medieval Sourcebook. Fordham University. Archived from the original on 26 May 2009. Retrieved 2008-02-08.— "Gregory IX had in fact excommunicated Frederick before he left Sicily the second time"
8. ↑  The Gospel in All Lands By Methodist Episcopal Church Missionary Society, Missionary Society, Methodist Episcopal Church, pg. 262
9. ↑  Tyerman 2019, p. 1.
10. 1 2  Asbridge 2012, p. 40.
11. ↑  Tyerman 2011, pp. 225–226.
12. ↑  Tyerman 2019, p. 5.
13. ↑  Tyerman 2011, p. 77.
14. ↑  Tyerman 2019, p. 105.
15. ↑  Shaye I.D. Cohen. "Legitimization Under Constantine". PBS. Retrieved 2007-08-11.
16. ↑  HISTORY: Foreign Domination
17. ↑  Gonen, Rivka, Contested holiness: Jewish, Muslim, and Christian perspectives on the Temple Mount in Jerusalem, KTAV Publishing House, 2003, p.77
18. ↑  Denys Pringle, "Architecture in Latin East" in The Oxford History of the Crusades ed. Jonathan Riley-Smith (New York: Oxford University Press,1999) ۱۵۷
19. ↑  Thomas F. Madden, The New Concise History of the Crusades (2005) p. 8
20. ↑  Tuchman، A distant mirror، 7-8.
21. ↑  Joseph F. O'Callaghan, Reconquest and Crusade in Medieval Spain (2004)
22. ↑  «Battle of Manzikert | Summary». Encyclopedia Britannica. دریافت‌شده در ۲۰۲۰-۰۶-۰۲.
23. ↑  «Encyclopaedia Britannica». ص. The weakened Byzantine Empire called on fellow Christians in Western Europe to come to their aid, an appeal that led eventually to the mounting of the First Crusade.
24. ↑  Early crusading popes used gendered language that excluded women's military participation, but after the loss of Jerusalem, popes used neutral and even inclusive language, thus inviting women's participation. In any case women "camp followers" accompanied the armies, usually to handle cooking and cleaning chores. Susan B. Edgington and Sarah Lambert, eds. Gendering the Crusades.  (2002)
25. ↑  Spanish Christians were exempt because they were busy expelling the Moors from Spain.
26. ↑  Dana Carleton Munro, "The Speech of Pope Urban II at Clermont, 1095," The American Historical Review, Vol. 11, No. 2 (Jan. , 1906), pp. 231-242 in JSTOR
27. ↑  Fulcher of Chartres بایگانی‌شده  در ۱ دسامبر ۱۹۹۸ توسط Wayback Machine, Medieval Sourcebook.
28. ↑  See Catholic Encyclopedia
29. ↑  Christopher Tyerman, God's War: A New History of the Crusades (2006) pp. 106–124
30. ↑  Barbara W. Tuchman, A Distant Mirror: The Calamitous 14th Century (1978) p 279
31. 1 2  Arab Historians of the Crusades, trans. F. Gabrieli, trans. E. J. Costello. London: Routledge and Kegan Paul, 1984.
32. ↑  Tyerman, pp. 146–153
33. 1 2  Trumpbour, John. “Crusades. ” In The Oxford Encyclopedia of the Islamic World. , edited by John L. Esposito. Oxford Islamic Studies Online, http://www.oxfordislamicstudies.com/article (accessed February 17, 2008).
34. ↑  «Les Croisades, origines et consequences" , p.62, Claude Lebedel, ISBN 2-7373-4136-1
35. ↑  Benjamin Z. Kedar, "The Subjected Muslims of the Frankish Levant" , in The Crusades: The Essential Readings, ed. Thomas F. Madden, Blackwell, 2002, pg. 244. Originally published in Muslims Under Latin Rule, 1100–1300, ed. James M. Powell, Princeton University Press, 1990. Kedar quotes his numbers from Joshua Prawer, Histoire du royaume latin de Jérusalem, tr. G. Nahon, Paris, 1969, vol. 1, pp. 498, 568–72.
36. ↑  The Damascus Chronicle of the Crusades, Extracted and translated from the chronicle of Ibn Al-Qalanisi, translated by H.A.R. Gibb (London: Luzac & Co. , 1932).
37. 1 2  “Crusades” In The Islamic World: past and Present. , edited by John L. Esposito. Oxford Islamic Studies Online, http://www.oxfordislamicstudies.com/article (accessed February 17, 2008).
38. ↑  Jeremy Cohen, Sanctifying the Name of God: Jewish Martyrs and Jewish Memories of the First Crusade.  (2004) examines Hebrew accounts of how crusader bands in 1096 forced Jews in Mainz, Speyer, and other towns to convert and murdered or drive to suicide many who refused summary baptism, and how some Jewish leaders killed their followers and mothers killed their children.
39. ↑  Thomas Asbridge, First Crusade: A New History (2004)
40. ↑  Contesting the Crusades
 By Norman Housley, pg. 42
41. 1 2 3 4 5  Lewis, Archibald (1988). Nomads and Crusaders: AD ۱۰۰۰–۱۳۶۸. Indiana University Press. ISBN 978-0-253-20652-7.
42. ↑  Villegas-Aristizábal, L. (۲۰۰۹), «Anglo-Norman involvement in the conquest of Tortosa and Settlement of Tortosa, 1148–1180» , Crusades 8, pp. 63–129
43. ↑  Runciman 1952, pp. 232–234, 277.
44. ↑  P. M. Holt, "Saladin and His Admirers: A Biographical Reassessment," Bulletin of the School of Oriental and African Studies, University of London, Vol. 46, No. ۲ (۱۹۸۳), pp. 235-239 in JSTOR
45. ↑  مادن، جنگ‌های صلیبی، ۱۶۶.
46. ↑  Charles M. Brand, "The Byzantines and Saladin, 1185-1192: Opponents of the Third Crusade," Speculum, Vol. 37, No. 2 (Apr. , 1962), pp. 167-181 in JSTOR
47. ↑  A recent popular account is James Reston, Jr. , Warriors of God: Richard the Lionheart and Saladin in the Third Crusade (2005)
48. ↑  Flori، Richard Coeur de Lion: le roi-chevalier، 188-190.
49. ↑  «Massacre of the Pure بایگانی‌شده  در ۱۷ سپتامبر ۲۰۱۱ توسط Wayback Machine». Time. 28 April 1961.
50. ↑  Crusades of the 13th century. Britannica Onlince Encyclopedia.
51. ↑  Dana C. Munro, "The Children's Crusade," The American Historical Review, Vol. 19, No. 3 (Apr. , 1914), pp. 516-524 in JSTOR; and Norman P. Zacour, "The Children's Crusade," in R. L. Wolff, and H. W. Hazard, eds. , The later Crusades, ۱۱۸۹–۱۳۱۱ (۱۹۶۹) pp. 325-342, esp. 330-37 online edition
52. ↑  Ernest Kantorowicz, Frederick the 2nd: ۱۱۹۴–۱۲۵۰ (۱۹۵۷)
53. ↑  Joseph R. Strayer, "The Crusades of Louis IX," in R. L. Wolff and H. W. Hazard, eds. , The later Crusades, ۱۱۸۹–۱۳۱۱ (۱۹۶۹) pp. 487-521 online edition; Peter Jackson, The Seventh Crusade, ۱۲۴۴–۱۲۵۴ (۲۰۰۷)excerpt and text search
54. ↑  Joseph R. Strayer, "The Crusades of Louis IX," in R. L. Wolff and H. W. Hazard, eds. , The later Crusades, ۱۱۸۹–۱۳۱۱ (۱۹۶۹) pp. 487-521 online edition
55. ↑  Dore's Illustrations of the Crusades By Gustave Dore, Dore
56. ↑  David Nicolle, Crusader Warfare Volume II: Muslims, Mongols and the Struggle against the Crusades (2007)
57. ↑  Hetoum II (۱۲۸۹‑۱۲۹۷)
58. ↑  "Third Crusade: Siege of Acre". Historynet.com. Archived from the original on 12 March 2008. Retrieved 2010-04-18.
59. ↑  حلبی، علی‌اصغر. «پایان جنگ ۱۲۷۰ م». تاریخ نهضت‌های دینی معاصر.
60. ↑  Madden، The Fourth Crusade: Event, Aftermath, and Perception، 68-73.